# 중앙아시아의 역사

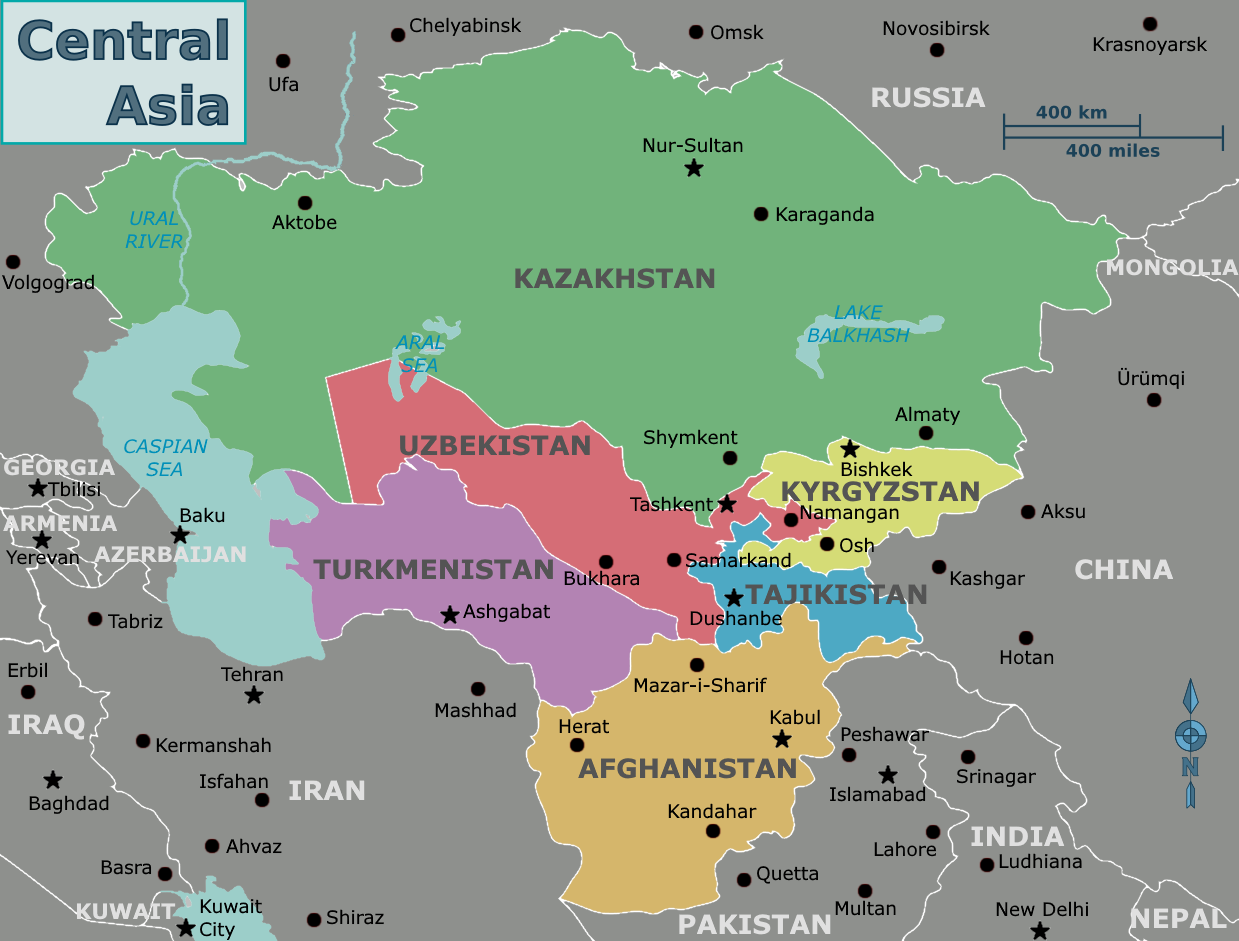
중앙아시아의 국가

중앙아시아의 역사, 간략하게 중앙아시아사(영어: History of Central Asia, 중국어: 中亞歷史)는 중앙아시아에 거주했거나 아니면 그 일대를 거쳐갔던 수많은 민족의 역사 및 문화 전반과 밀접한 관련이 있다. 이러한 사람들의 생활 방식은 주로 사막과 내륙성으로 특징지어지는 이 지역의 기후와 지리에 따라 결정되었다. 이 지역의 건조함은 농경 생활을 어렵게 하였으며 따라서 오아시스 주변의 관개 농업과 과일 재배, 목화 산업이 발달하였다. 사막이 존재하며 바다와 멀리 떨어진 지리적 위치 때문에 해양 무역이 비교적 이루어지지 않았던 대신 주요 도시들을 이어서 만들어진 비단길을 통한 육상 무역이 자리잡게 되었다. 비단길이 개척된 이후에는 유럽과 중동, 인도, 동아시아 문화권이 서로 연결되었다. 스텝의 유목민 기마 민족들은 이 지역을 수천년 동안 지배해왔다.
중앙아시아의 정주민족들과 그 주변의 스텝 유목민족들 간의 관계는 거의 대부분은 갈등과 전쟁으로 점철되어 있었다. 유목민들은 압도적인 숫자의 기병대와 더불어 위력적이고 파괴적인 기마술 덕분에 몇세기 동안 전 세계에서 가장 군사적으로 강력한 민족들 중 하나가 되었다. 때때로 부족 지도자나 상황이 바뀌던가, 아니면 외부로부터의 압력이 그들을 단결시키거나 하는 등의 요인으로 인해 가끔씩 여러 유목민족들이 하나로 통일되어 '문명적인' 지역으로 정복 활동을 펼치는 경우가 있었다. 이러한 경우의 예시로는 훈족의 유럽 침공, 트란스옥시아나로의 튀르크족 이주, 몽골 제국의 유라시아 정복 등을 들 수 있다.
16세기 이후 화약의 폭발력을 기반으로 한 화기의 시대가 도래하면서 유목민들의 지배는 황혼을 맞이했다. 또한 여러 문명들의 교차로에 위치한 특징 때문에 부족주의, 전통주의, 근대화 를 선호하는 중앙아시아인들 사이에 갈등이 더욱 증폭되었다. 그러는 사이에 러시아 제국, 청나라 등으로 대표되는 정주 제국들은 중앙아시아로 팽창하여 19세기 말까지 이 지역의 대부분을 점령했다. 1917년 러시아 혁명 이후 소련이 건국되면서 중앙아시아에 사회주의와 공산주의의 물결이 퍼져나갔다. 이때가 되면 몽골과 아프가니스탄만이 명목상이지만 독립국가로써 남아있을 뿐이었다. 소련 치하에 있던 나머지 중앙아시아 지역의 주민들은 그들의 땅에 급속한 산업화가 이루어지고 사회기반시설(인프라) 및 새로운 도시들이 건설되는 것을 지켜보았지만, 대신에 고유 지역문화의 탄압과 민족 갈등, 그리고 환경오염과 같은 새로운 문제에 직면하기도 했다.
1991년 소련이 붕괴함에 따라 카자흐스탄, 우즈베키스탄, 투르크메니스탄, 키르기스스탄, 타지키스탄 등 중앙아시아의 5개국이 새롭게 독립했다. 하지만 이들은 소련의 잔재를 완전히 청산하지 못했으며, 포스트 소련 시대가 왔다고는 하지만 이전과 별 달라진 것은 없었고 심지어 더 나빠진 부분도 있었다. 소련 붕괴를 전후로 중앙아시아 5개국은 거의 모두 독재자의 장기집권체제가 형성되었으나 2000년대 들어서면서 민주화 운동이 일어나기 시작했으며 오늘날에 와서는 키르기스스탄을 제외한 모든 국가들이 안정적인 민주화 체제를 형성하고 있다.

## 선사 시대

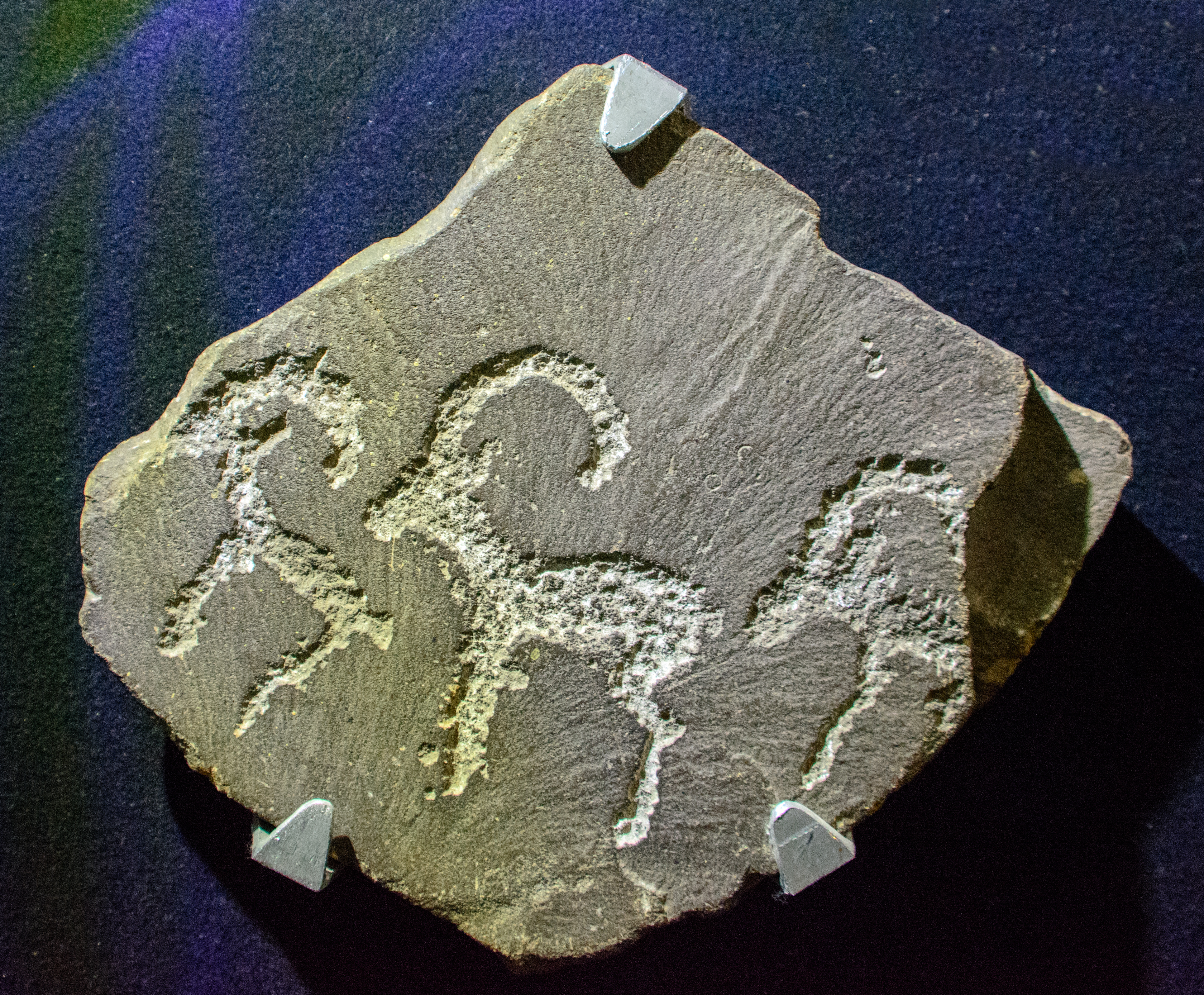
사르미셰이(나보이) 지역에서 발견된 기원전 3,000년 전의 암각화. 현재 우즈베키스탄 국립 역사 박물관이 소장 중이다.

호모 사피엔스는 약 50,000년에서 40,000년 전에 중앙아시아에 도달했으며 티베트 고원으로는 약 38,000년 전에 도달한 것으로 추정된다. 현재 중앙아시아 북부에서 발견된 가장 오래된 현생 인류 화석은 45,000년 전의 것으로 추정되며, 그는 고대~현대 동아시아인과 유전적으로 가깝다고 밝혀졌다. 하지만 그의 혈통은 꽤 일찍 사라진 것으로 보인다.

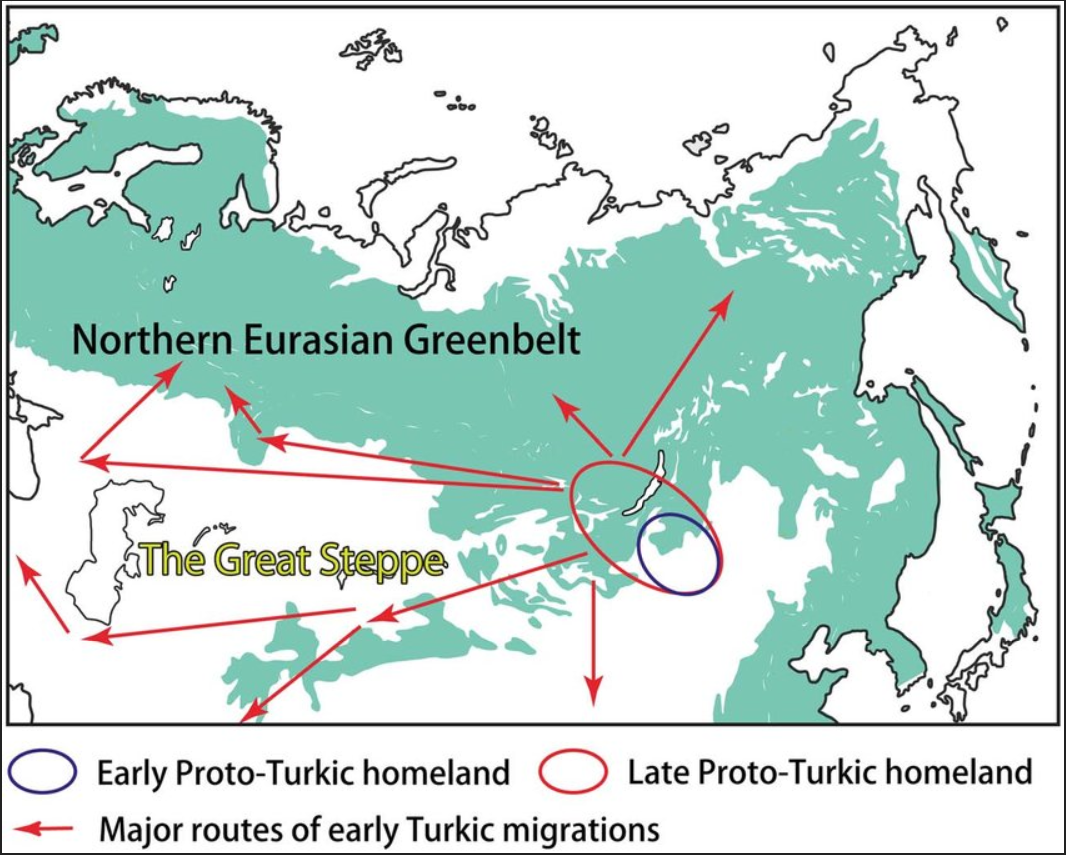
유전학, 고고학, 언어학적인 증거들은 모두 원시 튀르크족이 동북아 지역에서 출현했다고 가리켜주고 있다. 그들은 처음에는 농경 생활을 했으나, 나중에 유목 생활 양식을 받아들였고 그와 함께 몽골 동부에서 점차 서쪽으로 퍼져나갔던 것으로 추정된다.

구석기 전의 고대 중앙아시아는 유럽계 민족들이 대다수 분포해 있었는데(특히 고대 북유라시아), 구석기 이후에는 중앙아시아에 동아시아인과 관련이 있는 민족들이 유입되기 시작하였다. 청동기 시대가 되자 중앙아시아는 유럽과 중동에서 이주해오는 인도유럽인들로 인해 다양한 변화를 겪었다. 이 무렵 중앙아시아에는 주로 이란계 민족들이 거주하고 있었으며, 나머지 일부는 고시베리아 및 사모예드 계통의 민족이었다. 철기 시대 초기에 들어서면서부터 타민족들의 이주 물결은 더욱 거세졌으며, 특히 동아시아 방면으로부터 더욱 그랬다. 튀르크족의 출현은 기존의 현상에 새로운 변화를 불러일으켰다. 이들이 서서히 이란어를 사용하는 기존의 주민들을 대체함에 따라 그들은 점진적으로 튀르크화되었으며, 그 결과 중앙아시아의 인구 대부분이 이란계에서 동아시아계로 바뀌었다. 오늘날의 중앙아시아인들이 서유라시아 및 동유라시아 혈통을 모두 가지고는 있지만, 대부분이 주로 동아시아 혈통인데 아마도 이는 몽골과 동북아시아에서 이주해온 튀르크족의 팽창과 관련이 있을 수도 있다.
도자기 중석기라는 용어는 기원전 6~5세기경 중앙아시아의 후기 중석기 문화를 지칭하는 용어이다. 이 시기를 따로 구분하는 이유는, 이후의 신석기 시대에 사용된 것과는 다른 독특한 양식의 도자기가 나타났기 때문이다. 이 도자기가 가장 먼저 등장한 것은 시베리아의 바이칼 호수 인근, 또는 기원전 7,000년경 러시아 볼가 지역의 엘샨, 옐샨카, 사마라 문화였을수도 있으며, 그리고 그곳에서 드니프로-도네츠 문화를 거쳐 발트해 동부의 나르바 문화로 확산되었다.
기원전 3,700년경 즈음에 등장한 보타이 문화는 말을 길들여 가축화한 최초의 인류 문화로 추정된다. 총 4개의 보타이인 샘플이 분석되었는데, 이에 따르면 그들은 2/3은 유럽 계통의 조상을, 1/3은 동아시아 계통의 조상을 두고 있었다고 한다. 또한 보타이인들은 시베리아의 말타 부레티에서 발견된 샘플과도 높은 유전적 동질성을 보였다.
기원전 5,000년경 후반에 폰토스-카스피 스텝 유역에서 칼콜리트라는 새로운 문화가 등장했는데, 이들은 영구적인 정착지를 건설하고 조그만한 정주 공동체를 발달시켰으며 목축과 농경을 병행하기 시작했다. 이 무렵에, 공동체들 중 일부는 말의 가축화를 시작했다. 쿠르간 가설에 따르면 이 지역의 북서쪽은 인도유럽어족의 본향으로 간주되기도 한다. 말의 가축화는 인류 문명의 발전을 촉진시켰다. 기존에 소가 끌던 수레가 말이 끄는 마차로 대체되면서 이동거리가 비약적으로 늘어났으며, 이에 따라 강가에서 멀리 떨어진 초원 깊숙한 곳까지 문명이 전파될 수 있었다. 기원전 3,000년경 즈음이 되면서 더욱 가볍고 튼튼한 전투용 마차, 즉 (바퀴살이 달린) 전차가 등장하여 우월한 기동성을 바탕으로 전장을 지배하기 시작했다. 기원전 2,000년경에 이 지역의 광범위한 농경을 가능하게 했던 관개 농업 시스템이 불안정해지는 것을 넘어 아예 실패해버리자, 사람들은 농경을 완전히 버리고 말의 가축화 및 사용을 점진적으로 늘려나갔다. 마침내 기원전 1,000년경이 되자, 그다음 몇천년 동안 이 지역을 지배할 목축 유목민들이 출현했으며 곧 그들의 생활 방식은 중앙아시아에서 보편적인 것이 되었다.
여기저기 흩어져 있던 유목민 부족들은 양, 염소, 말, 낙타 무리들을 데리고 다니면서 매년 새로운 목초지를 찾기 위해 거처를 옮겨다녔다(이목(移牧)이라고도 함). 그들은 가죽과 나무로 간단하게 만든 천막(유르트/게르)을 갖고 다녔는데, 이것은 필요할 때는 재빨리 설치하고 떠날 때에는 손쉽게 분해할 수 있었다. 각 부족에는 각각 약 5명을 수용할 수 있는 여러 개의 천막이 있었다.
중앙아시아의 반건조 평야(스텝)에서는 유목 생활이 지배적이었지만, 습지나 강, 오아시스, 아니면 토질이 비옥한 지역에서는 여전히 농경이 이루어지고 있었으며 그에 맞춰 소도시 국가나 정주 문명 사회가 생겨났다. 기원전 2,000년대 초의 박트리아-마르기아나 고고학적 복합체는 밀과 보리의 관개 농업 및 문자를 통한 글쓰기의 초기 단계가 이루어진 이 지역 최초의 정주 문명이었다. 박트리아-마르기아나 문화는 시베리아 서부와 카자흐스탄 일부를 영유하면서 기원전 1,000년경까지 살아남은 동시대 안드로노보 문화의 청동기 유목민들과 교류했을 것이다. 박트리아-마르기아나로 대표되는 이러한 문화들은 인도-이란어 화자들의 조상이 된 가상의 아리아 문화를 대표하는 것으로 자리잡았다(자세한 것은 인도이란어파 참조).
시간이 조금 더 흘러, 기원후에 점점 가까워질 무렵에는 소그드계 도시국가들, 개중에서도 가장 강력했던 페르가나가 두각을 나타냈다. 기원전 1세기 이후에 이 도시들은 비단길로 동서를 오가는 상인들의 고향이 되었고 중개 무역을 주도하면서 번영을 누렸다. 스텝 지역의 유목민들은 그들의 지역에서 생산되지 않는 다양한 상품들을 이 정주민족들에게 의존하고 있었는데, 일반적으로는 물물교환의 형식으로 서로 이득을 보았지만 정주민들은 대개 유목민들이 선호할만한 상품을 생산하지 않았으므로, 유목민들은 새로운 대안으로 습격과 약탈을 발견했다. 곧 말을 타고 쳐들어오는 유목민들은 정주민들에게 공포의 대상이 되었다.
중앙아시아는 여전히 다양한 문명의 교차로이자 여러 민족들이 거쳐가는 곳이었으므로, 다양한 사람들이 스텝 지역을 가득 메우기 위해 이 지역에 몰려들었다. 이 시기의 중앙아시아 유목민 집단 중에는 대표적으로 흉노를 포함하여 튀르크족, 토하라인, 페르시아인, 스키타이족, 사카족, 월지족, 오손 등 여러 인도유럽계 및 몽골계 민족들이 분포해 있었다. 그들의 민족적, 언어적 차이에도 불구하고 스텝에서의 생활 방식은 대체로 비슷비슷했기 때문에, 이 지역 전체로 시각을 넓혀서 본다면 대개 모든 유목민들은 매우 유사한 문화를 채택하게 되었다.

## 고대

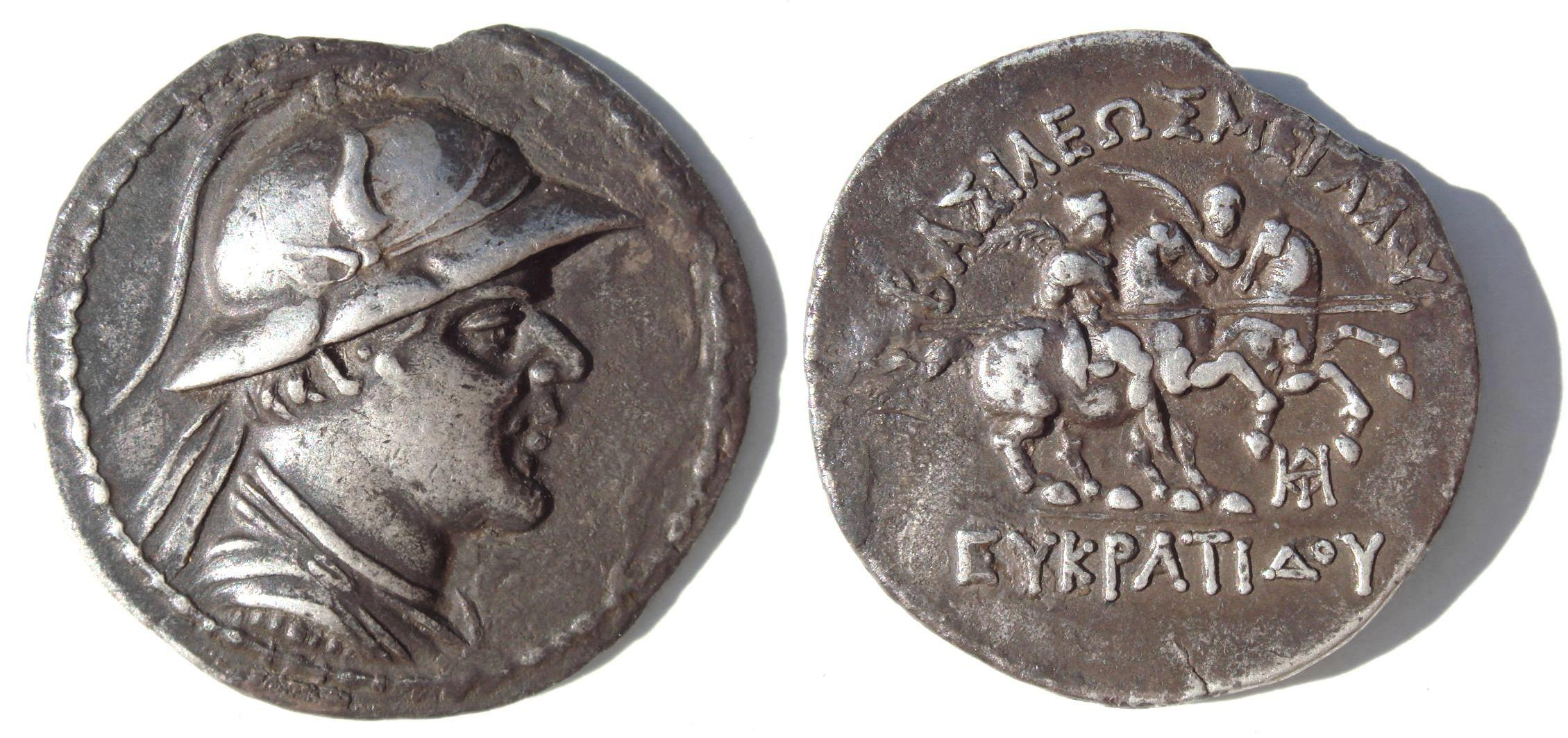
그리스-박트리아 왕 에우크라티데스 1세의 테트라드라크름(기원전 171~145년).

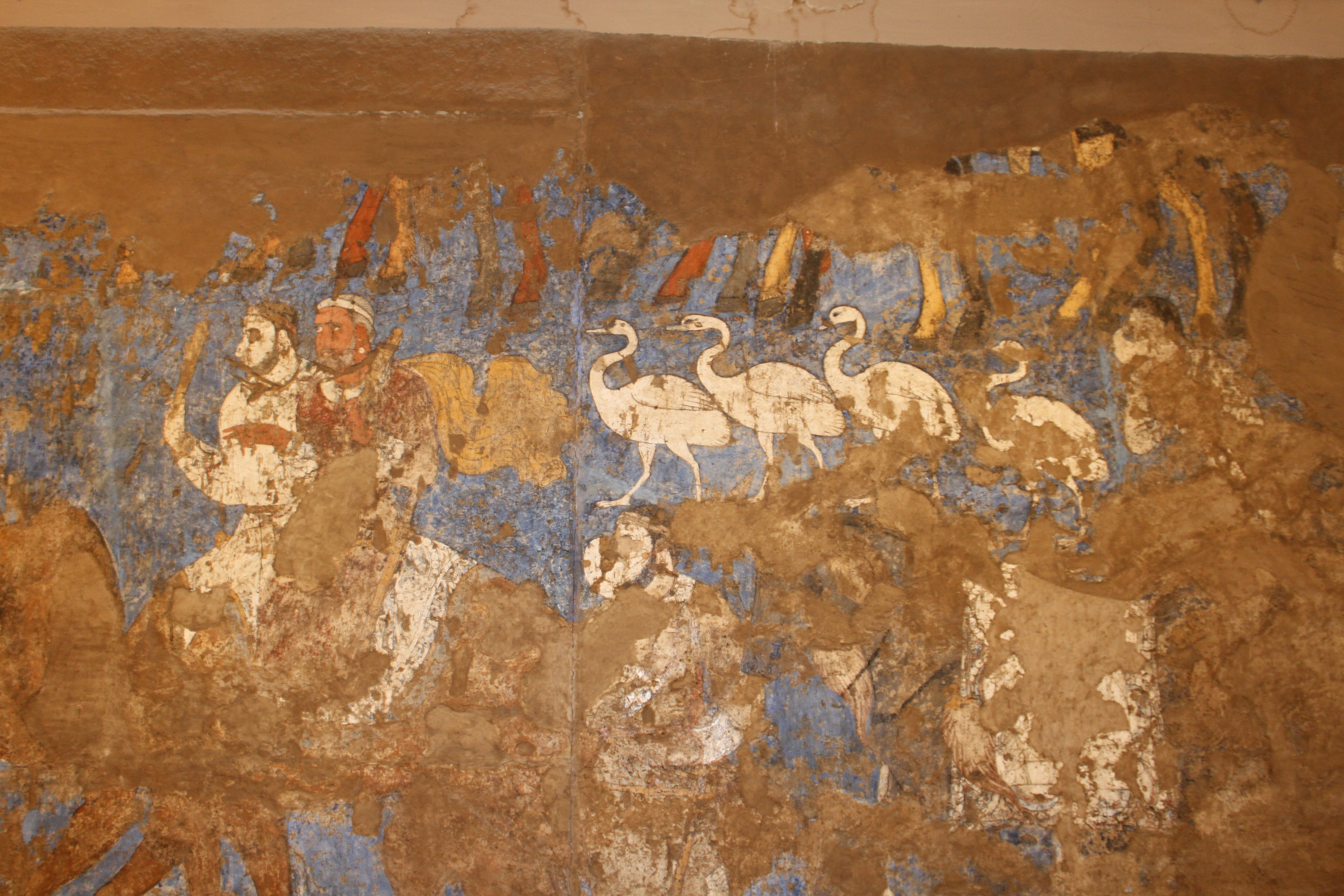
서기 650년경에 그려진 사마르칸트의 기념적인 소그드 벽화. 정식 명칭은 아프라시압 궁정 벽화이지만 소위 "대사들의 그림"이라고도 알려져 있다. 이 벽화는 사마르칸트의 소그드 왕 바르크휴만의 의뢰로 지어진 아프라시압의 궁전 홀에 그려진 것이다.

기원전 2천년과 1천년기를 지나면서 중앙아시아의 남쪽 주변부(고대 근동)에서 크고 강력한 대제국들이 잇달아 출현하기 시작했다. 이 제국들은 스텝의 유목부족들을 정복하기 위해 여러 차례 노력을 기울였지만 부분적으로만 성과를 거둘 수 있었다. 이란 고원에서는 메디아와 아케메네스 제국이 발흥하여 중앙아시아의 일부 지역을 통치했다. 한편 몽골 고원에서는 훗날의 돌궐과 몽골 제국의 모태가 되었다고도 볼 수 있는 흉노 제국(기원전 209~서기 93/156년)이 출현했다. 선우라는 칭호는 묵돌 이전부터 여러 흉노 통치자들이 사용했기 때문에, '국가'로서의 역사뿐만 아니라 '흉노족' 전체의 역사는 훨씬 이전부터 시작되었을 가능성이 크다.
진시황 이래로 중국의 역대 통치자들, 특히 전한 고제 유방과 전한 무제 유철은 서북방의 흉노와 맞서 싸우면서 그 너머의 지역에 관심을 가진 대표적인 인물이었다. 한-흉노 전쟁이 한나라의 승리로 막을 내리면서 이러한 경향은 더욱 커졌다. 하지만 막강한 군사력에도 불구하고 이들 국가들은 중앙아시아 전역을 정복하는데 큰 어려움을 겪었다.
더 강력한 적군과 맞닥뜨린다면, 유목민들은 스텝 지역 깊숙하게 후퇴하여 적들이 이 지역을 떠나기를 기다리는 전술을 구사하였다. 정주민들은 보급과 더불어 식량까지 걱정해야 했기 때문에, 이러한 전술은 때때로 매우 효과적이었다. 이것은 헤로도토스가 다리우스 1세의 스키타이 원정 실패를 서술하는 부분에서 잘 드러난다. 스키타이는 대부분의 유목 제국들과 마찬가지로 여러 규모의 영구적인 정착지를 건설하기도 했는데, 이것이 고대에 이루어졌다는 측면에서 본다면 스키타이인들이 유목 생활뿐만 아니라 정착 생활을 포함하여 다양한 문명 수준을 가지고 있었음을 알 수 있다. 기원전 5세기 말엽부터 건설된 드니프로 강의 거대한 정착지 카미엔카는 기원전 339년 마케도니아 왕국의 필리포스 2세와의 전투에서 전사한 아테아스가 통치하던 스키타이 왕국의 주요 중심지가 되었다.
상술한 아케메네스 제국 및 헬레니즘 제국과 같은 일부 대제국들은 새로운 도시를 건설하고 무역 중심지를 장악함으로써 보다 중앙아시아에 깊숙하게 진출했다. 알렉산드로스 대왕의 정복으로, 그리스 반도에서 일어난 헬레니즘 문명은 기원전 329년까지 오늘날 타지키스탄에 세워진 알렉산드리아 에샤테("가장 먼 곳의 알렉산드리아")까지 퍼져나갔다. 기원전 323년에 알렉산드로스가 급사하자, 그의 중앙아시아 영토는 디아도코이 가운데 가장 강대한 세력을 자랑하던 셀레우코스 제국에게 넘어갔다.
기원전 250년경, 셀레우코스 제국의 중앙아시아 지역(박트리아)에서 반란이 일어나 그리스-박트리아 왕국으로 떨어져 나갔다. 그들은 기원전 125년에 멸망할 때까지 인도 및 중국과 광범위한 접촉을 가졌으며 이들 지역에 그리스 문화를 전파했다. 기원전 200년에는 다시 그리스-박트리아의 아프가니스탄~펀자브 영토가 인도-그리스 왕국이라는 이름으로 독립하였다. 인도-그리스인들은 그리스 불교의 발전을 개척해나갔는데, 특히 그 국왕 중 한명이었던 메난드로스 1세는 불교를 후원한 몇 안되는 인도 군주이기도 하다. 1세기 초엽, 중앙아시아에서 발흥한 쿠샨 제국이 북인도로 쳐들어와 상당 부분을 점령하고는 4세기까지 그 지역을 통치했다. 이들 국가는 중국과 유럽을 잇는 비단길의 중계 무역을 통해 화려한 번영을 누렸으며 이전의 왕국들이 후원하던 헬레니즘과 불교 전통을 이어갔다.
마찬가지로, 중앙아시아 동부에서도 중국의 한나라는 이 지역으로 확장하려는 시도를 멈추지 않았다. 기원전 약 115년부터 기원전 60년까지, 한나라 군대는 타림 분지의 여러 오아시스 도시 국가들을 장악하기 위해 흉노와 경쟁했다. 결국 한나라가 승리를 거두면서, 서역의 국방과 외교 문제를 총괄하는 서역도호부가 설립되었다. 하지만 왕망의 찬탈과 이후 세워진 후한의 중앙아시아 경영 무관심(三絶三通)으로 중앙아시아에서의 중국의 영향력은 이전보다 확연히 약화되었으며, 그 틈을 타서 쿠샨 제국과 에프탈 등이 이 지역을 점령해버렸다.
나중에는 사산 제국과 같은 외부 세력들도 이 지역에 진입하게 되었다. 그 중 하나인 파르티아 제국은 본래 이란계 유목민에 그 기원을 두고 있지만 페르시아-그리스 문화를 채택했다. 이는 중앙아시아의 역사에서 계속 반복되는 현상인, 중앙아시아 출신의 유목민들이 이 지역을 둘러싸고 있는 왕국이나 제국을 정복하지만, 피지배민족의 문화에 동화되거나 그것을 빠르게 받아들이는 것을 보여주는 초창기 사례이다.
이 무렵의 중앙아시아는 여러 문화와 종교가 혼합된 이질적인 지역이었다. 불교는 여전히 가장 큰 종교였지만 동쪽에 치우쳐져 있었고, 페르시아 주변의 서쪽에서는 조로아스터교가 번성했다. 네스토리우스 기독교나 마니교와 같은 여타 종교들이 가끔씩 중앙아시아에 유입되었지만, 그래도 이들은 소수 종교에 지나지 않았다.

## 중세

### 튀르크인들의 등장
튀르크인의 팽창은 약 6세기부터 시작되었다. 특히 최초의 튀르크계 유목제국이었던 돌궐은 중국 왕조들이 경영하던 비단길 무역을 장악하고 몽골 초원에서 흑해 지역까지 광범위하게 세력을 떨쳤다. 당시 중국은 남북조시대로서 한창 혼란기에 접어들어 있었기에 돌궐의 침략을 막기 위해 매년 막대한 조공을 바쳐야 했는데, 이를 두고 돌궐의 카간이었던 타스파르는
단지 짐이 남쪽에 있는 두 명의 아들들을 효순(孝順)하게만 한다면 어찌 물자가 없음을 걱정할 필요가 있겠는가?— 『주서』 50권 열전 42제 이역전

과 같이 말할 정도였으니 그 위세를 짐작할 수가 있다. 돌궐은 7세기 후반까지 존속하였다.
돌궐은 8세기 무렵에 또다른 튀르크계 민족이었던 위구르로 대체되었다. 위구르인들 역시 돌궐의 선례를 본받아, 비단길 중개 무역을 주도하여 막대한 부를 벌어들이는 한편으로 중국과 우호 관계를 맺으면서 약 1세기 동안 번영을 누렸다. 그들은 실크로드를 통해 마니교, 불교, 네스토리우스교, 기독교 등 다양한 종교들을 받아들였으며 여러 민족들의 문화와 상호 영향을 주고 받았다. 위구르가 몰락한 이후, 그들의 중심지는 빠르게 버러졌는데, 이 시대의 유물들 중 상당수가 19세기에 몽골의 외딴 사막 지역에서 발견된 것은 이를 입증한다.

### 수나라와 당나라

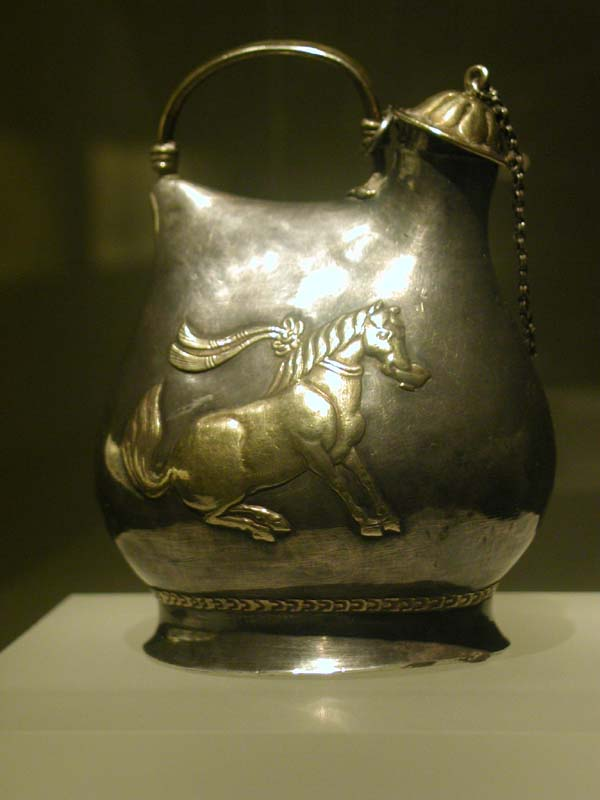
당나라 시대의 금붙임 항아리로, 당 선종의 말들이 훈련받은대로 포도주 한잔을 입에 물고 춤을 추고 있는 모습을 묘사했다. 특이한 점은 이러한 양식이 북부 유목민의 그것과 매우 비슷하다는 것이다.

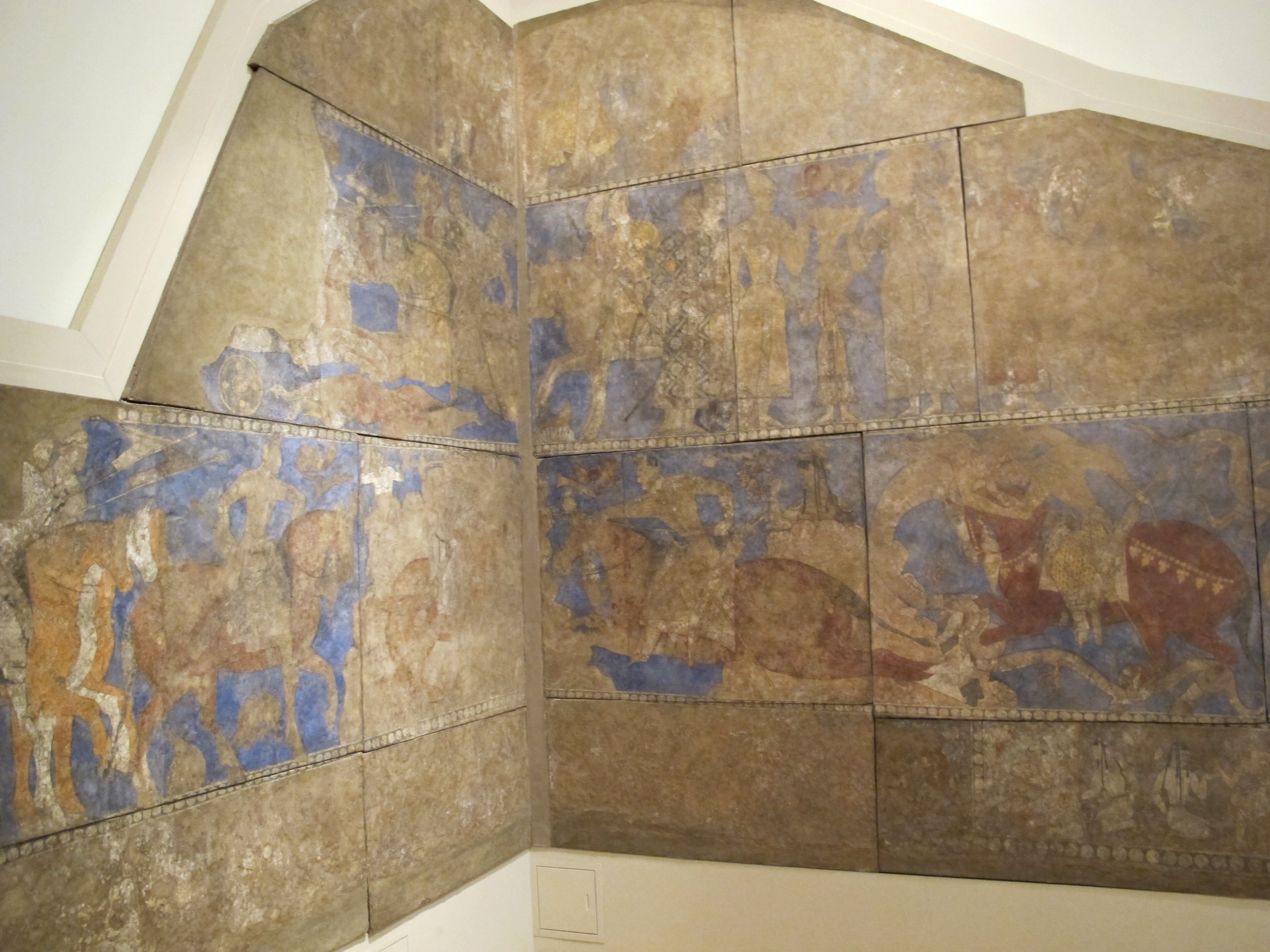
이 지역의 기병과 기수들의 모습을 보여주는 타지키스탄 판자켄트의 소그드 벽화. 740년경에 제작된 것으로 추정된다.

한나라의 멸망 이후, 중국이 중앙아시아 동부로 다시 팽창한 것은 수나라와 당나라 시대였다. 하지만 이제 그들의 북서방 외교 정책은 중앙아시아 내륙에서 가장 지배적인 민족이 된 튀르크계 유목민들을 상대하는 것을 전제로 해야만 했다. 수 문제와 수 양제는 이를 위해 요새를 개보수하고 공물을 철저하게 바치는 한편으로 597년, 599년, 614년, 617년에 잇달아 공주들을 보내어 돌궐과 혼인 관계를 맺었다. 이후 돌궐 내부에서 권력 다툼이 일어나자, 수나라는 이간책을 사용하여 분열 상태가 더욱 격화되도록 유도했다.
수 왕조 초기에, 튀르크는 그들 군사력의 주요 핵심 중 하나였다. 605년 거란이 중국 북동부를 습격하기 시작했을때, 한 장군이 2만 명의 튀르크족들로 구성된 군대를 이끌고 승리를 거둔 뒤 약탈한 가축과 여자를 그들에게 보상으로 하사한 일이 있었으며, 또한 635~636년 사이에 약 두 차례에 걸쳐 당나라 공주들이 튀르크인들에게 시집을 가기도 했다.
당나라 군대의 대부분은 부병제(府兵制)를 통해 모집한 징집병들로 구성되어 있었지만, 일부는 타민족 출신으로 구성되었으며, 개중에서도 튀르크인들은 뛰어난 유목민족으로서 특히 선호되었다. 이들은 부병제로 군대를 모집하기 어려운 서역에서 주로 활동하면서, 그곳에서 여러 전공을 세웠다. 몇몇 "튀르크인"들은 비한족화된 한족으로서 유목 생활을 영위하기도 했다.
618년 당이 건국될 시점에 돌궐은 시필 카간이 통치하고 있었고, "동쪽으로는 거란에서 서쪽으로는 토욕혼과 고창에 이르기까지 모든 나라들이 신속하며 활을 쏘는 자가 100만 명에 이른다"고 할 정도로 전성기를 구가하고 있었다. 628년 군벌 양사도(梁師都)의 패배와 함께 수나라 붕괴 이후에 벌어진 중국 내전은 완전히 막을 내렸고, 이와 함께 돌궐에 대한 당나라의 대대적인 공세가 시작되었다. 630년, 당나라 군대는 오르도스와 내몽골을 넘어 몽골 초원 남부까지 점령했다.
이와 같은 승리 이후, 당 태종은 자신과 중국 제국에 복속한 이 지역의 수많은 튀르크 부족들로부터 '천가한(天可汗)'이라는 칭호를 받았다. 631년 6월 11일, 태종은 북쪽 국경에서 수말당초 시기에 유목민들에게 노예로 붙잡혀갔던 중국인들을 석방하기 위해 동돌궐에 금과 비단, 그리고 사절단을 보냈다. 이들은 약 8만 명에 이르는 남녀 포로들을 중국으로 돌려보내는 데에 성공했다.
돌궐인들이 오르도스 지역(흉노의 옛 영토)에 정착하는 동안, 당나라는 중앙아시아의 스텝을 지배하기 위한 다양한 군사 정책을 취했다. 한나라 초기와 마찬가지로 당 왕조는 위구르와 같은 다른 튀르크족 동맹과 함께 640년대와 650년대에 중앙아시아를 정복하고 영향력을 행사하였다. 당 태종의 통치 기간에만 돌궐뿐만 아니라 토욕혼과 설연타에 대한 별도의 군사 원정이 대규모로 시작되었다. 태종은 또한 640년 고창국을 합병한 것을 시작으로 타림 분지의 오아시스 국가들에 대한 군사 원정 역시 시작했다. 인근의 카라샤르 왕국은 644년 당나라에 의해 점령되었고, 쿠차 왕국은 649년에 정복되었다.

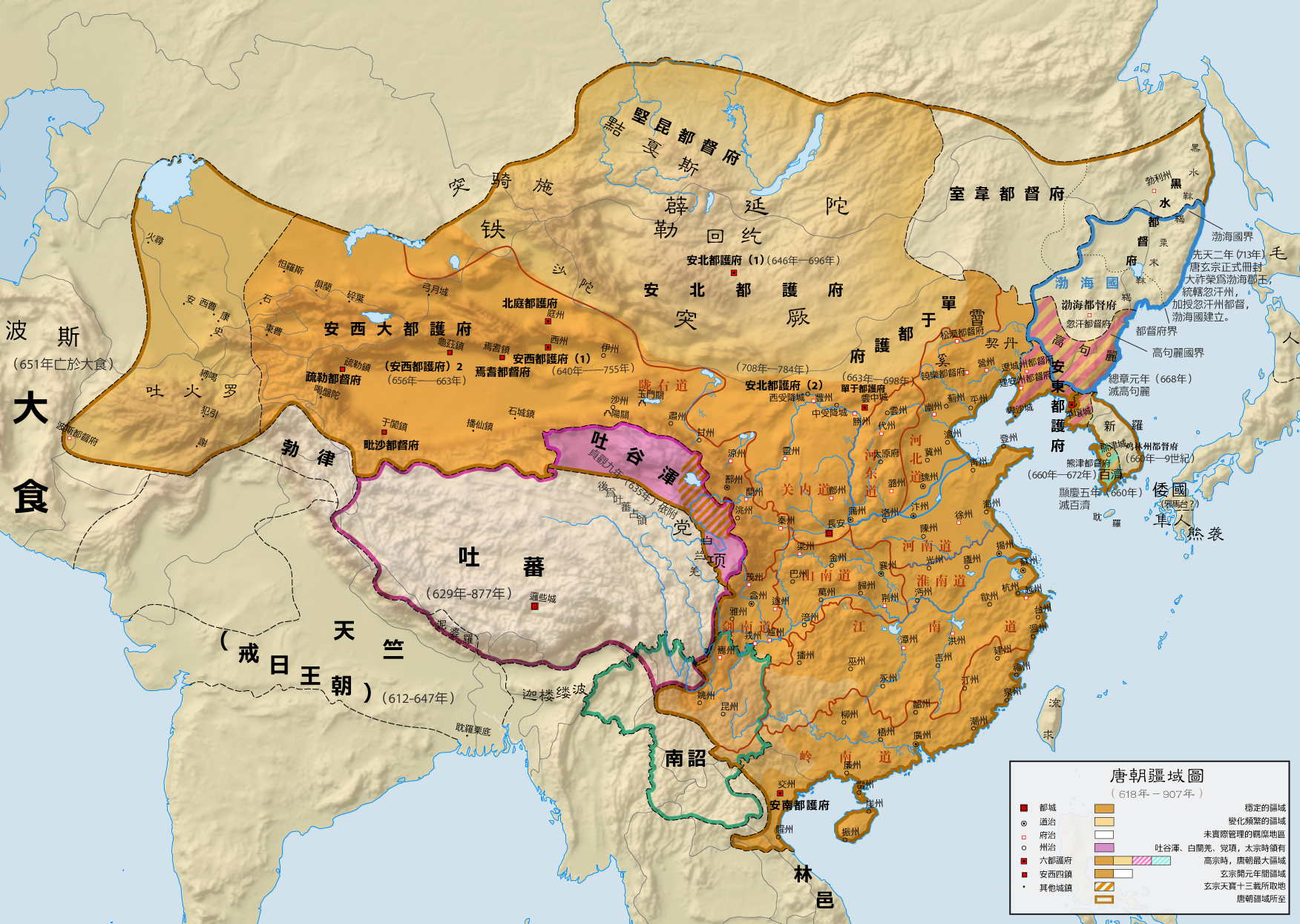
도호부와 간접 영향권까지 모두 포함한 당나라의 최대 강역.

중앙아시아로의 팽창은 657년 소정방이 이끄는 군대로 하여금 샤발략가한이 통치하는 서돌궐을 정복하도록 명한 당 태종의 후계자 당 고종 치하에서도 계속되었다. 마침내 당나라는 서돌궐을 멸망시킴으로써 동아시아에서 아랄해 연안까지 이르는 광대한 판도를 점유하였고, 이 지역에 안서도호부를 비롯하여 4개의 도호부를 설치하고 총독을 보내어 관리하였다. 아프가니스탄 파미르 고원 너머의 지배력은 665년 튀르크 군대가 반란을 일으키면서 상실되었지만, 당나라는 여전히 키르기스스탄, 타지키스탄, 우즈베키스탄, 카자흐스탄 남부 일대에서 군사 주둔지를 유지하고 있었다. 그러나 670년경 티베트 고원에서 발흥한 토번이 급격히 성장함에 따라 이 지역에서의 당나라의 패권도 일련의 도전을 받게 된다.

### 토번과 당나라의 경쟁

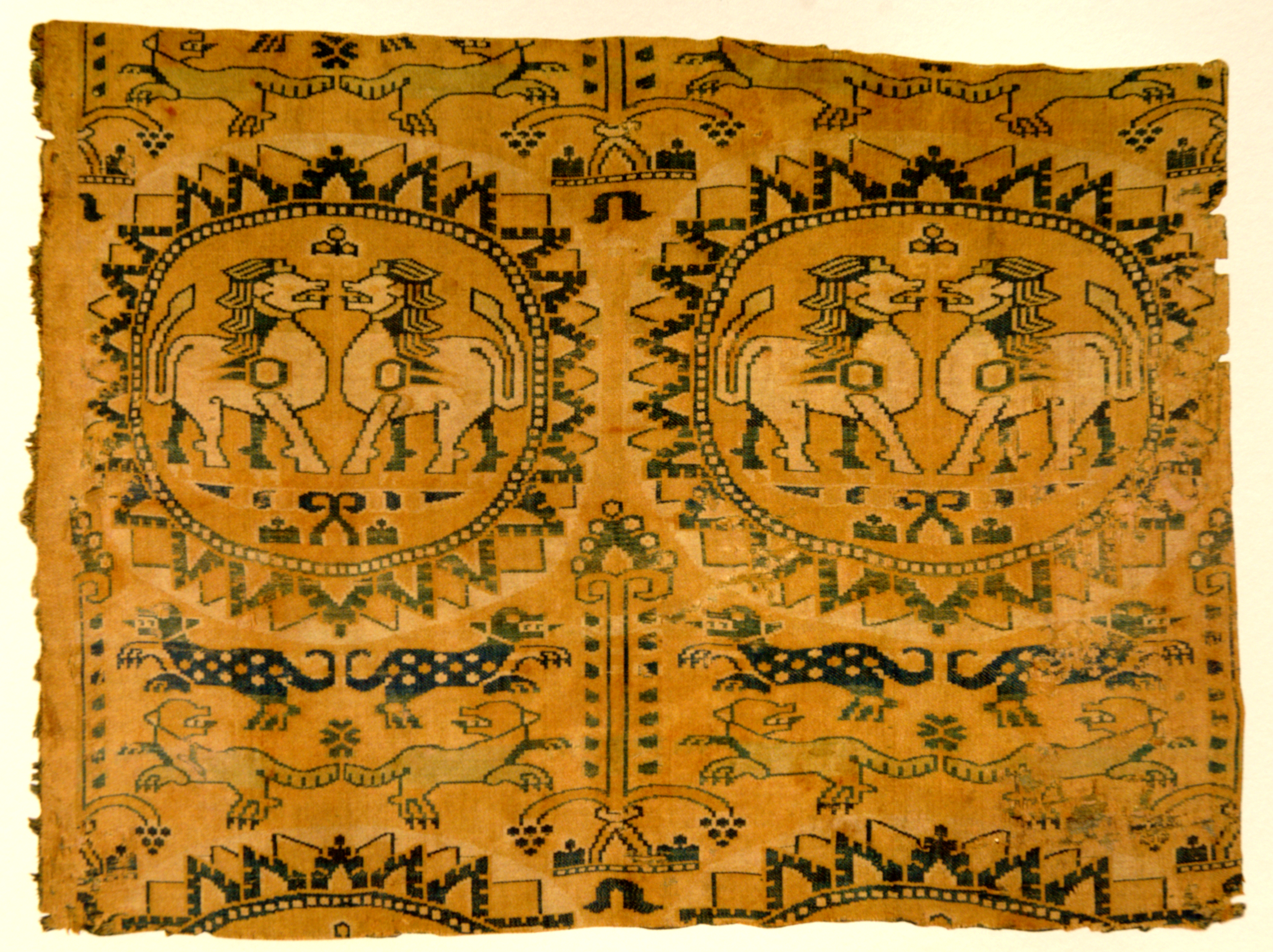
서기 8세기경 제작된 소그드의 폴리크롬 비단. 양쪽에 각각 새겨져 있는 사자가 인상적이다. 부하라에서 만들어졌다고 추정하는 사람도 있다.

이제 당나라는 토번과 내아시아 및 중앙아시아 지역의 지배권을 놓고 경쟁하지 않을 수 없게 되었다. 때때로 당나라 조정은 문성공주를 토번 왕 송첸캄포에게 시집보내는 등 결혼 동맹을 맺음으로써 이와 같은 상황을 해결해보려고 노력하기도 했다. 티베트의 한 기록에 따르면 서기 649년 송첸캄포가 사망한 이후 중국의 군대가 라싸를 점령했다고 한다. 하지만 티베트 출신의 학자 체폰 W.D. 샤캅파는 이 기록이 틀렸다고 주장하면서, "중국 군대가 라싸에 왔다는 증거가 없으며, 실제로 중국 연대기나 둔황의 필사본에서도 언급되지 않았다"고 말했다.

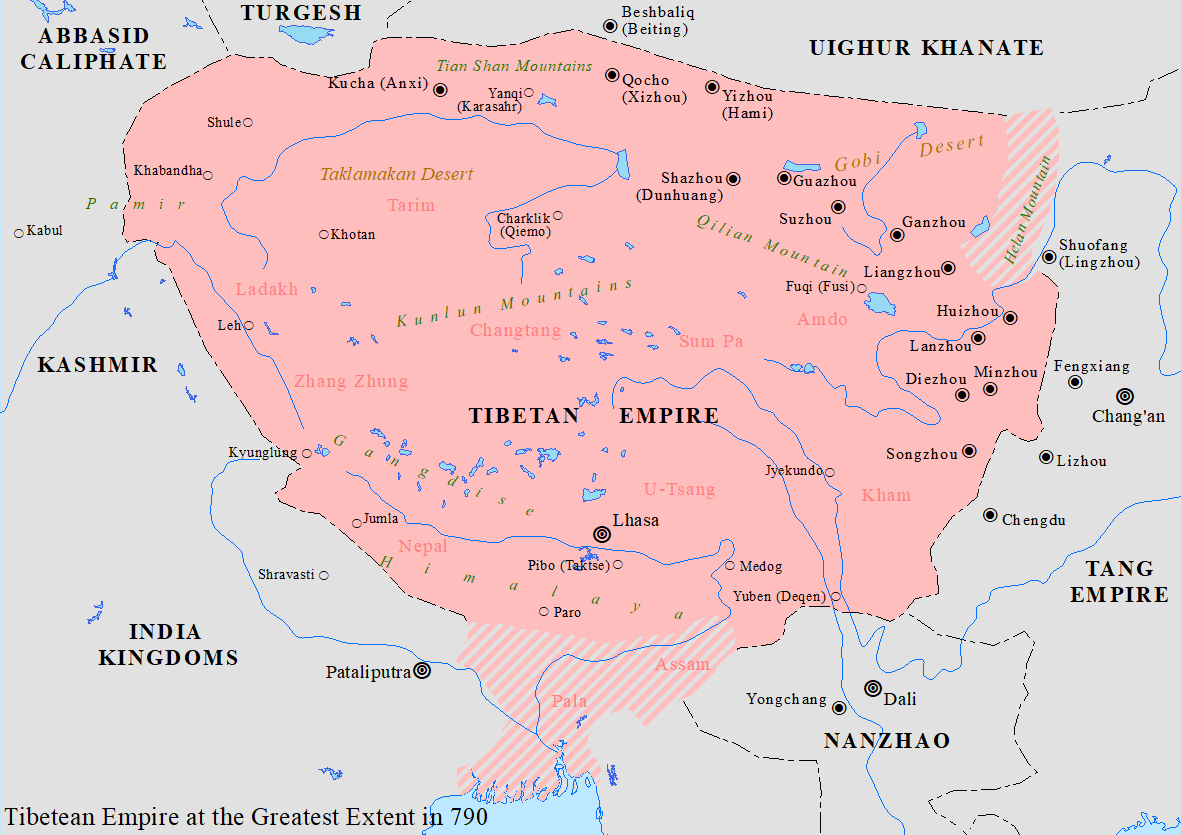
790년경 토번의 최대 강역.

670~692년 사이에 타림 분지의 영토를 사이에 두고 티베트와 당나라 간에 몇번의 군사적 충돌이 있었다. 763년, 티베트인들은 중국에서 안사의 난이 발발하자 군대를 이끌고 쳐들어가 15일 동안 당나라의 수도 장안을 점령하기도 했다. 당나라는 이 반란으로 입은 피해가 너무 커서 중앙아시아 영토를 비롯하여 감숙, 청해에 주둔하던 군대를 철수시켜야만 했는데, 공백 상태가 된 영토는 모두 고스란히 토번에게로 넘어가게 되었다. 이러한 적대 관계는 821년 양국이 공식적인 평화 조약을 체결할 때까지 계속되었다. 서로 간의 명확한 국경 등을 명시한 이 조약은 라싸의 조캉 사원 외부 돌기둥에 티베트어와 중국어, 두개의 언어로 새겨져 있다.

### 이슬람의 도래

우마이야 칼리파국의 최대 영토

8세기에 이슬람이 이 지역으로 침투하기 시작했다. 그들은 본디 아라비아의 사막 유목민 출신으로써 기존의 정주민들과는 달리 스텝 유목민들과 군사적으로 맞설 수 있었다. 얼마 지나지 않아 시리아를 근거지로 한 우마이야 칼리파국이 등장하여, 급격한 팽창 정책을 펼치면서 중앙아시아의 일부를 장악했다. 그 장수였던 쿠타이바 이븐 무슬림(705~715)의 초기 정복은 곧 원주민들의 반란과 튀르게쉬의 침공으로 인해 실패로 돌아갔지만, 738년 이후 튀르게쉬가 내분으로 붕괴되자 우마이야 정부는 나스르 이븐 사야르를 파견하여 중앙아시아에서의 이슬람의 패권을 재확립했다.
아랍 이슬람의 침공으로, 중앙아시아의 도시국가들은 '중국이냐? 이슬람이냐?'라는 대단히 중요한 문제 앞에서 갈등해야만 했다. 751년 탈라스 전투에서 무슬림 군대가 당나라 군대를 패퇴시키면서 마침내 이슬람이 우세를 점했고, 이후 몇 세기 동안 중동의 영향력이 이 지역에 만연해졌다. 하지만 대규모 이슬람화는 9세기에 이르러서야 시작되었는데, 이 무렵은 아바스 칼리파국이 쇠퇴하고 사만 왕조와 같은 이란계~튀르크계 현지 왕조들이 출현하는 시기였다.

### 유목 제국의 번성

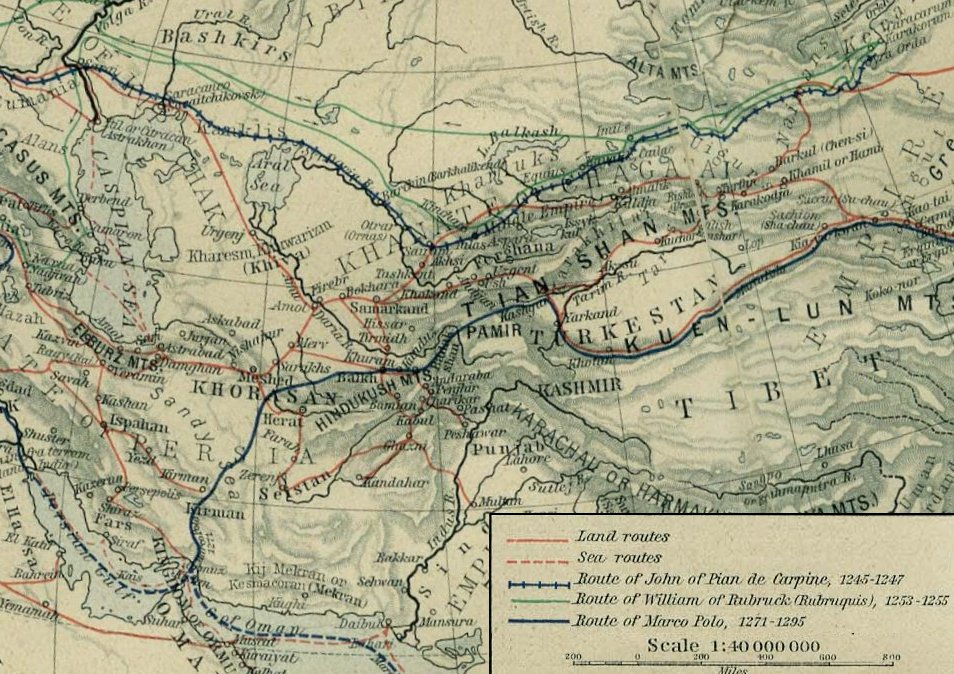
13세기경 중앙아시아의 주요 무역로를 보여주는 지도

시간이 지남에 따라 새로운 기술들이 도입되면서, 유목민 세력이 건국한 유목 국가들이 점차 출현하기 시작했다. 그 시작은 스키타이가 안장을 개발하고 알란인들이 등자를 처음 도입했을 때였다. 말 혼자서도 사람을 충분히 태워서 이동할 수 있었기 때문에 전차는 점점 사라졌고, 대신 품종의 개량을 통해 말을 더욱 크고 튼튼하게 만드려는 시도가 많아졌다. 그 과정에서 말의 이동거리가 훨씬 향상되었으며 덩달아 유목민들의 이동성 역시 크게 늘어났다. 또한 이 무렵에 손을 고삐에서 떼고 하체의 힘으로 승마 자세를 유지한 채 말위에서 활을 쏘는 전술(파르티안 샷)이 보편화되었다.
작지만 강력한 합성궁을 사용함에 따라, 유목민들은 당대 세계에서 가장 강력한 군사력을 보유하게 되었다. 스텝 지역에서 생존하는 데 필수적으로 배워야 할 승마술과 궁술을 어릴때부터 학습한 결과였다. 이들은 하루에 약 64km를 가볍게 이동할 수 있을 정도로 당시 그 어떤 병력보다 기동성 측면에서 우위를 점했다.
곧 스텝 유목민들은 중앙아시아를 지배하게 되었고, 그 지역에 있었던 도시 국가들이나 군소 왕국들은 이들에게 복속하지 않으면 멸망할 위기에 처했다. 하지만 유목민들의 군사력은 부족 내부의 정치 체제 전무(全無), 여러 부족들 간의 갈등과 같은 수많은 요소들때문에 대개는 제한되었다. 그들이 강력한 힘을 발휘할 때는 오로지 칸, 또는 카간이라 불렸던 뛰어난 통치자 아래에서 통일되었을 때 뿐이었다. 이때의 유목민들은 다른 민족들이나 정주민 국가들과의 파괴적인 전쟁을 통해 새로운 영토를 정복해나갔다. 그러나 이렇게 정복된 영토는 전통에 따라 통치자의 아들들에게 분할 상속되어야 했기 때문에, 이러한 제국은 형성되자마자 곧 쇠퇴하는 경우가 많았다.
외부 세력이 물러나면서 중앙아시아에는 여러 국가들이 형성되었다. 특히 에프탈은 6~7세기에 걸쳐 중앙아시아에서 가장 강력한 힘을 발휘한 민족으로, 비단길을 장악하고 중개 무역을 통해 엄청난 부를 누렸다. 10~11세기에 이 지역은 사만 왕조, 셀주크 제국, 호라즘 제국 등 여러 토착 강대국들로 나뉘어져 있었다. 한편 외부로부터 유입된 타민족들에 의해 국가들이 세워지는 경우도 있었는데, 경제역사학자 카를 비트포겔은 이를 '정복왕조'라고 명명했다.

몽골 제국의 최대 영토

중앙아시아에서 부상한, 전례가 없을 정도로 가장 강력하고 번성했던 유목제국은 바로 칭기즈 칸이 몽골 부족을 통일하면서 건국된 몽골 제국이었다. 몽골 제국은 우수한 군사 기술을 사용하여 중앙아시아와 중국 전역은 물론이고 중동, 서아시아, 심지어 동유럽까지 광대한 영토적 범위로 확장되었다. 13세기와 14세기의 몽골 제국은 역사상 가장 큰 육상 제국이었다.
'팍스 몽골리카(Pax Mongolica)'라는 용어는 몽골의 정복에 의해 유라시아 대륙 대부분의 지역이 정치적으로 단일한 제국 영역 안에 편입되고, 이에 따라 정치, 경제, 문화적인 교류가 광범위하고 긴밀하게 일어난 역사적 현상을 지칭한다. 물론 몽골에 의한 정치적 통합과 안정은 시기적으로 매우 단명했으며, 울루스들 간의 대립과 충돌이 장기간 계속되었다는 점을 지적하면서 이러한 표현의 사용을 반대하는 견해도 있다. 하지만 몽골 제국이 출현한 13세기 초부터 개별 울루스들이 붕괴하는 14세기 중반에 이르기까지, 비록 울루스들 내부 또는 그들 사이에 정치적 혼란이 있었다고 하더라도, 유라시아를 무대로 한 거대한 교류는 그 어느 때보다도 광범위하게 이루어졌으며 지배층들의 적극적인 후원을 받았다.
유목민들을 하나로 통합하는 것보다 더 어려운 일은 정주민들의 영토를 안정적으로, 그리고 장기적으로 통치하는 것이었다. 중앙아시아의 유목민족들은 이 지역을 쉽게 정복할 수 있었지만 효과적인 통치를 하는 데에는 어려움을 겪었다. 유목 사회 특유의 정치 체제는 정주민들의 그것과는 확연하게 이질적이었으며, 잘 맞지도 않았다. 이러한 문제를 해결하기 위해 대부분의 유목 제국들은 현지의 관료제를 그대로 채택할 수밖에 없었는데, 이는 그들이 피지배민족의 문화에 급속하게 동화되는 한 요인이 되었다. 정주민(=피지배민족)들의 문화에 동화될수록 그들의 군사력은 약화되기 마련이다. 즉, 역설적이게도 유목 제국은 정주 국가를 정복하고 국가를 확립하는 그 동시에 쇠퇴하기 시작했다는 것이다.
몽골 제국은 그들 전통인 분할 상속제에 따라 13세기 후반에 여러 울루스들(카안 울루스, 차가타이 울루스, 훌레구 울루스, 주치 울루스)로 분열되었다. 이들은 서로 반목과 협력을 주고받다가 14세기 중반에 전반적으로 모두 붕괴해버렸다. 14세기 후반에는 서양에서 타메를란, 또는 테멀레인(영어: Tamerlane)으로 알려진 티무르(1336~1405)가 등장하여 중앙아시아 대부분과 그 밖의 많은 지역들을 정복했다. 이 무렵에 중앙아시아의 스텝 유목민 문화와 페르시아의 정주 문화의 혼합이 이루어졌는데, 그 결과 중 하나는 티무르와 그의 후손 통치자들을 미화하는 완전히 새로운 시각적 언어로서 이슬람에 대한 그들의 헌신적인 노력, 즉 정복 과정을 표현하는 데에 주로 사용되었다. 하지만 여타 유목 제국들이 그랬듯이, 티무르의 대제국 또한 창시자 티무르가 사망한 직후 곧바로 무너져 내렸으며 이후에는 히바 칸국, 부하라 칸국, 코칸트 칸국, 모굴리스탄 칸국 등 일련의 소규모 유목 국가들로 나뉘어졌다.

## 근대 (16~19세기)

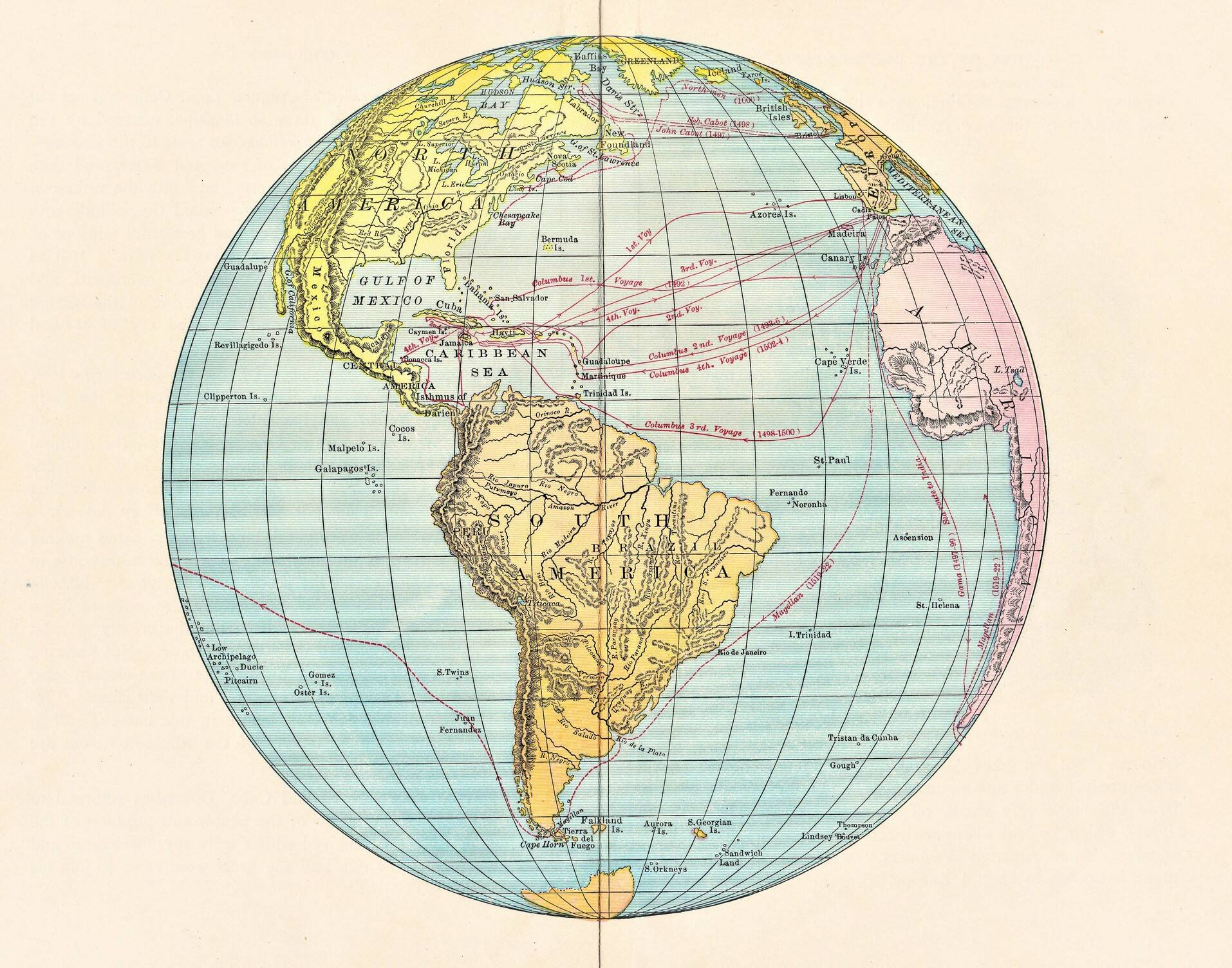
신대륙의 발견은 유럽 국가들에게 새로운 부의 길을 열어주었다.

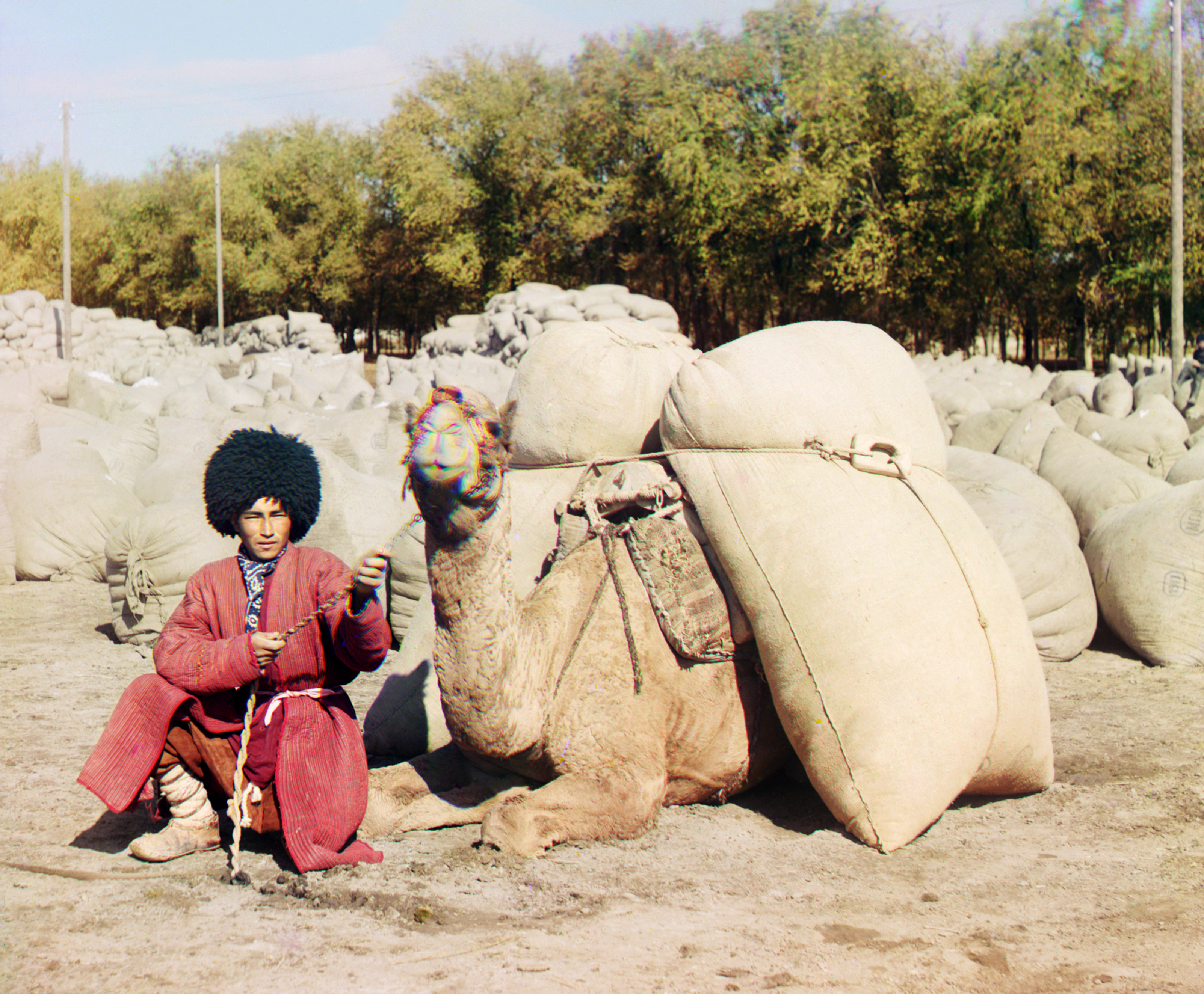
1915년경에 투르크메니스탄에서 찍힌 사진을 컬러로 복원한 것. 단봉 낙타와 함께 전통 의상을 입은 튀르크멘 남성이 보인다.

기원전 500년 이후로 거의 변하지 않았던 중앙아시아인의 생활 양식은 1500년대를 전후하여 점차 사라지기 시작했다. 14~15세기에 걸쳐 일어난 중요한 변화는, 세계 각국의 경제를 연결하던 수많은 무역로가 항해 기술의 발전과 이에 따른 대항해시대의 영향을 받아 기존의 육상 중심의 무역로에서 새롭게 해상 중심 무역로로 이동했다는 것이었다. 동로마 제국을 멸망시킨 것으로도 모자라 이집트와 메소포타미아까지 팽창하면서 실크로드 육상 무역로를 완전히 장악한 이슬람 세력에 대항하여, 유럽 국가들ㅡ개중에서도 특히 서쪽에 치우쳐져 있었던 에스파냐와 포르투갈은 새로운 해상 무역로를 개척하려 애썼다. 이들의 노력으로, 기존에 동아시아-인도-서유럽을 연결하던 장거리 무역망은 점점 더 중앙아시아가 아닌 바다를 거치기 시작했다.
한편 또다른 중요한 사건은 화약의 폭발력을 기반으로 한 새로운 무기들이 도입되었다는 것이었다. 화약 무기를 사용하면서, 정주민들은 처음으로 스텝 유목민들에게서 승리를 거둘 수 있었다. 이러한 무기의 제조 및 사용에는 대규모 사회의 인프라와 경제가 필요했기 때문에, 유목민들에게는 비현실적인 것이었으며 이들은 아예 관심조차 가지지도 않았다. 15세기부터 정주 국가들 사이에서도 특히 두각을 나타낸 이들(열강)이 점차 중앙아시아를 정복하기 시작하면서 유목민들의 영역은 급격히 축소되었다.
몽골 제국의 시대 이후, 마지막으로 등장한 유목 제국은 동튀르키스탄과 몽골 일대를 정복한 준가르 제국이었다. 그러나 변화된 시대에 따라가지 못했던 그들은 자신들과 반대로 새로운 시대에 적응하려 노력한 만주족의 청나라에게 결정적으로 패배했다. 청나라는 준가르뿐만 아니라 몽골 초원과 중앙아시아 동쪽 부분을 정복함으로써 중국의 역대 제국들의 가장 큰 걱정거리였던 유목민들의 위협을 아예 근절시켜버렸다.

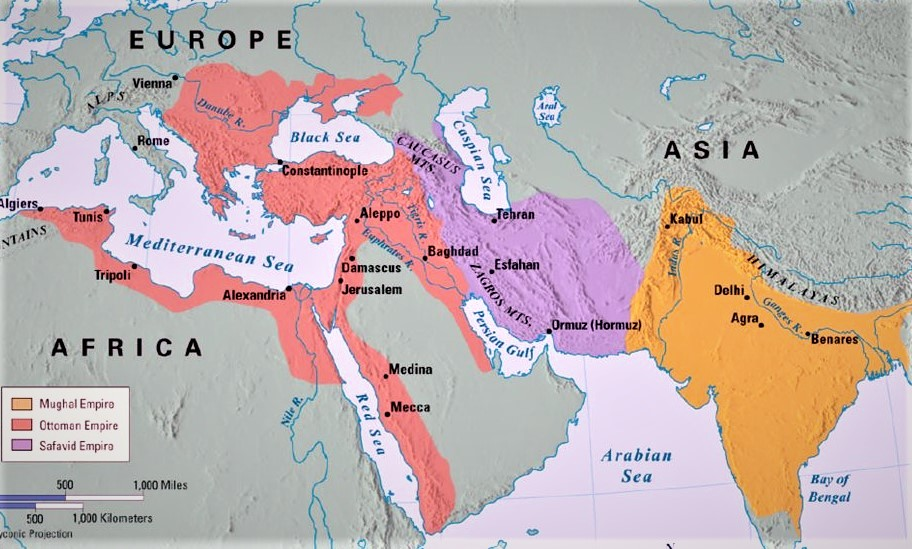
화약 제국

하지만 유목민들이 새로운 시대에서 완전히 도태되었던 것만은 아니다. 유목민들이 건국한 왕조 중에는 화약 무기를 도입하여 타 국가들과의 경쟁에서 우위를 점하는 경우가 있었는데, 바로 오스만 제국과 사파비 이란, 무굴 제국 등이 그것이다. 역사교수 마샬 G.S. 호지슨(Marshall G.S. Hodgson)과 윌리엄 H. 맥닐(William H. McNeill)은 이들을 '화약 제국'이라는 새로운 개념으로서 규정했다. 그들은 화약 무기를 "중세 후기 군사후원국"의 핵심으로 보았으며, 포스트 몽골 시대 이후 불안정했을뿐만 아니라 지리적 제한을 안고 있던 튀르크인 연맹체들이 우세하게 된 원인 중 하나로 화약 무기를 꼽았다. 확실히, 이 세 국가는 17세기 후반까지 지역강국을 넘어서 전 세계를 둘러보아도 명백하게 강대국으로 군림하였다. 그러나 18세기가 되자 이들 모두 점진적으로 타국가들과의 경쟁에 밀려 쇠퇴하였다.
중국의 영향력은 태평양 연안에서부터 중앙아시아의 심장부까지 뻗어 있었으며, 심지어 카자흐스탄 남동부의 유목 국가인 코칸트 칸국에까지 미쳤다. 또한 청 왕조는 그들의 팽창 초기(1593~1635)에 이미 외몽골과 내몽골을 정복하고 그곳에 있던 몽골 부족들을 확고히 복속시킨 상태였다. 베이징의 청나라 정부는 몽골 지역에 대한 통치를 중국 내지에 대한 그것과는 근본적으로 달리 하였는데, 이는 통상적으로 떠올리는 '지배'와 '종속', 또는 '군주'와 '신민'의 관계라기보다는 오히려 연맹과 협력에 기초한 동맹적 관계였다. 당대의 몽골인들은 청 황제를 '칸' 으로 여겼고, 청 제국은 '우리들의 대청(Our Great Qing)'으로 인식했다.
그러나 청나라의 입장에서 볼 때 몽골의 지배는 양면적이었다. 즉, 몽골은 청나라가 한인을 지배할 때는 수적 열세를 보충하고 기마군대를 조달해주는 든든한 동맹세력이지만, 강력한 리더에 의해 통합되면 가공할만한 유목국가로 변신하여 청의 존립 자체를 위협하는 존재가 되었다. 그래서 청나라는 몽골에 대해 회유와 통제라는 두 가지 정책을 동시에 펼쳤다. 한편 페르시아는 그들 제국의 경계선이었던 호라산 너머 중앙아시아에 관심을 가지기 시작했는데, 특히 제국의 지배권을 옥수스를 훨씬 넘어 확장시킨 나디르 샤의 통치 하에서 더욱 그러했다. 이때의 페르시아 제국은 히바 칸국, 부하라 칸국 등을 속국으로 두고 중앙아시아 대부분에 영향력을 미쳤다. 그러나 나디르 샤가 사망한 이후 페르시아 제국은 급격히 붕괴되었다.

### 러시아의 중앙아시아 진출 (18~19세기)

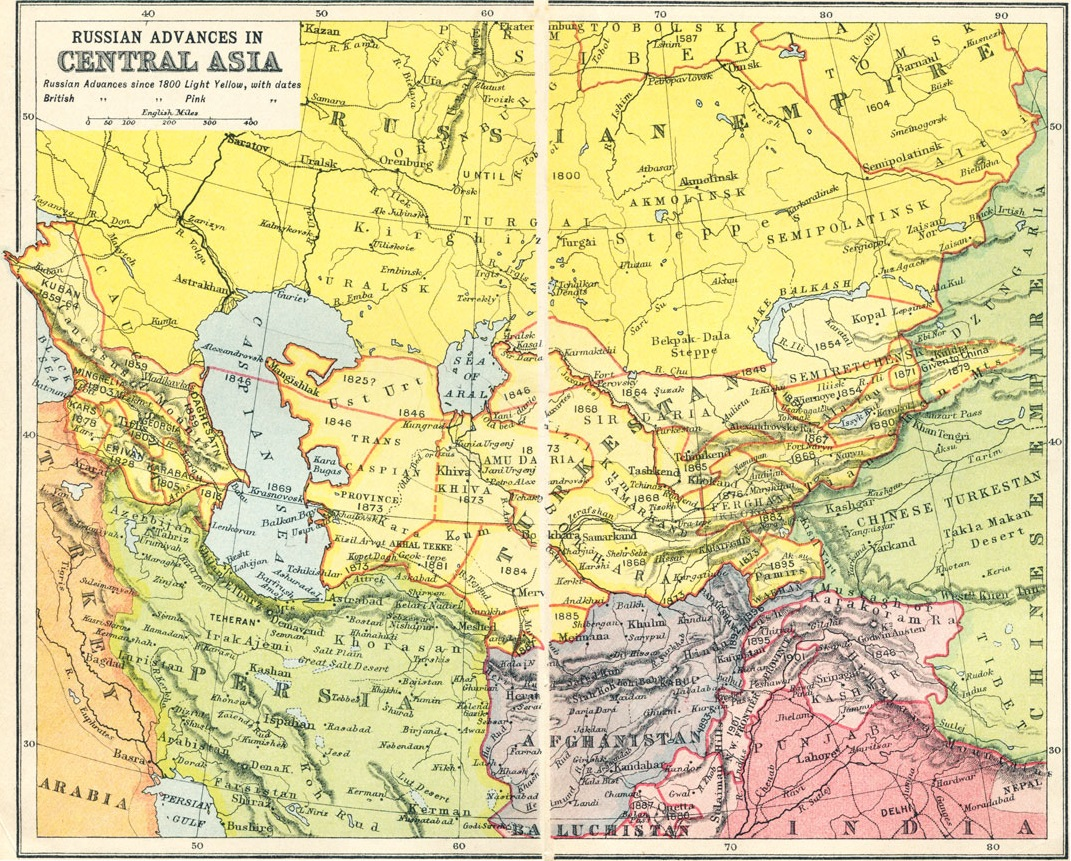
1912년경 러시아 제국령 중앙아시아 지도

러시아는 1850년대에 중앙아시아로의 본격적인 진출을 시작했고 1870년대까지 이를 사실상 완료했는데, 그 신속함은 실로 놀랄만한 것이었다. 하지만 이러한 성공의 이면에는 과거 3세기에 걸친 좌절과 실패의 경험이 있었다. 러시아와 중앙아시아 사이의 공식적인 접촉은 1550년대 말 영국 상인 젠킨스가 이반 4세의 친서를 갖고 히바와 부하라를 방문하면서 시작되었다. 그 후 16세기 말까지 공식적인 사신 교환은 물론이고 교역량도 현저히 증가했다. 17세기에 들어서도 양측의 정치·경제적 접촉은 계속되었는데, 중앙아시아의 칸국들은 무엇보다도 교역에 관심을 가진 반면 러시아는 슬라브인의 노예무역 현황과 인도로 가는 경로 탐사에 일차적 관심을 보였다.
18세기 초까지, 러시아인들은 중앙아시아 북부의 카자흐 칸국을 해체하고 그 지역을 자신들의 영토로 편입시켰다. 카자흐에 대한 지배권을 확고히 한 러시아는 이제 중앙아시아를 장악하기 위해 더욱 적극적인 남진 정책을 추진하기 시작했다. 1800년대까지 현지인들은 러시아의 정복에 대해 할 수 있는 일이 거의 없었다. 1870년대까지만 해도 러시아의 간섭은 거의 없었으며, 토착 생활 방식과 여러 부족들이 그대로 그들만의 삶을 살아갔지만, 1865년부터는 상황이 달라졌다. 튀르키스탄을 모두 정복하고 영국과 국경 조약을 확정지은 러시아 당국은 이 지역에 대대적인 이주 정책을 장려했고, 그 결과 러시아인들이 이 지역 인구의 대부분을 차지하게 되었다. 초원과 강이 사라지고 여러 건물 및 철도, 도시가 들어섰으며 전통적인 유목 생활 방식은 파괴되었다. 이러한 과정은 처음에는 북부 변두리에서 시작되었으나, 오렌부르크 건설을 기점으로 점차 카자흐 스텝 가장자리로 이동했으며 나중에는 아예 중앙아시아 전역으로 확대되었다. 1890년대에 이르면 상당수의 러시아인들이 특히 제티수(세미레치예)에서 남쪽으로 더 멀리 나아가 정착하였다.

### 그레이트 게임

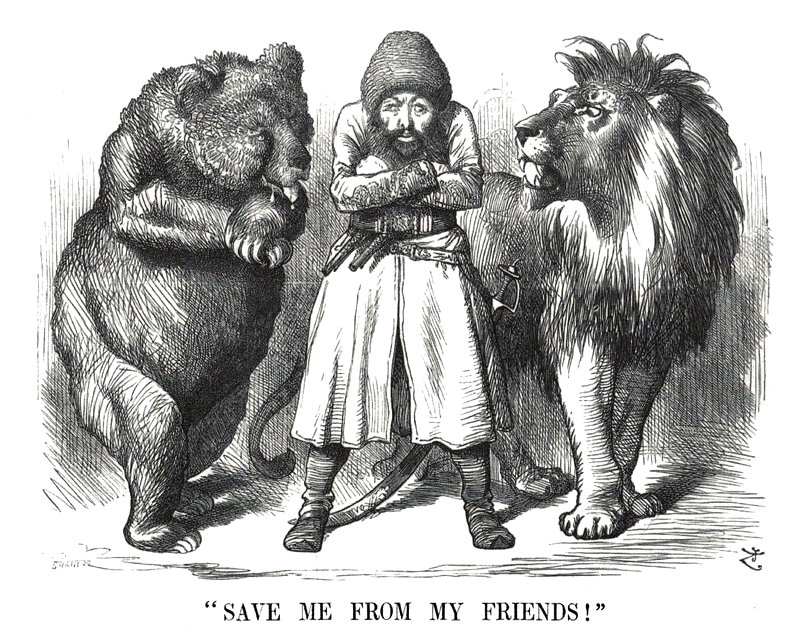
"Save me from my friends!
(내 친구들로부터 나를 구해줘!)"
불곰과 사자 사이에 끼어 있는 아프가니스탄 토후국의 상황을 풍자한 만평.

러시아 제국의 중앙아시아 진출은, 영국인들에게는 대영제국의 주요 식민지이자 그들에게 막대한 부를 가져다주던 영국령 인도를 위협하는 것으로 비추어졌다. 이 두 강대국들은 19세기 중반에서 후반에 걸쳐 세계 곳곳에서 각자의 이익을 위해 서로 경쟁하기 시작했는데, 이를 그레이트 게임이라고 한다. 옥수스 이북을 이미 평정한 러시아를 막기 위해서, 영국은 아프가니스탄을 침공하여 이 지역에 완충국을 둠으로써 러시아의 남하를 견제했다.
1865년 타슈켄트가 함락된 이후, 코칸트 칸국과 부하라 토후국이 잇달아 러시아에게 멸망했으며 후잔트, 지자흐, 사마르칸트는 이후 3년 동안 차례차례 점령당했다. 1867년, 타슈켄트에 본부를 두고 러시아령 투르키스탄 총독부가 설치되어 중앙아시아를 관할하게 되었다. 1881~1885년, 미하일 아넨코프와 미하일 스코벨레프 장군이 주도한 군사 원정으로 자카스피 지역이 합병되었고, 더 나아가 페르시아령이었던 아시가바트, 메르브, 판지데흐가 모두 러시아의 통제 하에 들어갔다.
1887년, 러시아와 영국이 아프가니스탄의 북부 국경을 확장지으면서 중앙아시아로의 러시아의 팽차은 잠정적으로 중단되었다. 부하라와 히바 칸국은 준독립 상태를 유지했지만, 영국령 인도의 번왕국과 같이 사실상 러시아의 보호국 내지는 속국으로 전락해버렸다. 정복은 거의 순전히 군사적인 위협으로 촉발되었지만, 1870년대와 1880년대가 되자 중앙아시아는 러시아 제국 내에서 상당히 중요한 경제적 역할을 하게 되었다.
남북전쟁으로 인해 면화는 1860년대에 가격이 급등하여 이 지역에서 점점 더 중요한 상품이 되었지만, 소련 시대보다는 훨씬 적은 규모로 재배되었다. 면화 무역을 위해 크라스노보드스크-사마르칸트-타슈켄트를 가로지르는 카스피해 횡단 철도와 오렌부르크-타슈켄트를 잇는 아랄해 횡단 철도가 건설되었다. 장기적으로 보았을 때 면화라는 단일 상품 작물의 재배는 이 지역의 튀르크인들이 서시베리아로부터 수입되는 식량에 의존하도록 만들었다. 제1차 세계대전이 발발했을 당시에 러시아 제국 정부는 이미 튀르키스탄-시베리아 철도를 건설할 계획을 세워놓았다.
러시아의 통치는 여전히 현지 주민들의 생각과는 동떨어져 있었고, 특히 소수의 러시아인들의 이익만을 대변하는 것이었다. 현지 무슬림들은 완전한 러시아 제국 시민으로 여겨지지 못했으며, 러시아인의 권리를 누리지 못했지만 병역과 같은 의무는 계속 이행해야 했다. 하지만 차르 정권은 이전 정권(이슬람 종교 법원 등)의 상당한 요소를 그대로 놔두었고, 마을이나 정착촌 차원에서 이루어지는 지방 자치는 상당히 광범위한 지역을 포함했다.

### 청나라
17세기와 18세기에 청나라는 준가르 몽골을 정복하고자 여러 차례 군사 원정을 감행했다. 그 결과 중앙아시아의 일부가 중국의 영향력 아래 들어갔다. 그러나 내부로부터의 혼란으로 인해 19세기가 되면 청나라의 확장은 대부분 중단되었다. 1867년, 야쿱 벡은 청나라가 태평천국과 염군의 난으로 정신을 차리지 못하는 틈을 타서 카슈가르에서 독립을 선포했다.
러시아 제국은 청나라로부터 추 계곡, 일리 계곡, 쿨자를 합병하면서 팽창했다. 1877년 코를라에서 야쿱 벡이 사망한 이후 청나라 군대가 이 지역을 재점령했다. 오랜 협상 끝에 쿨자는 1884년 중국으로 반환되었다.

### 혁명과 반란

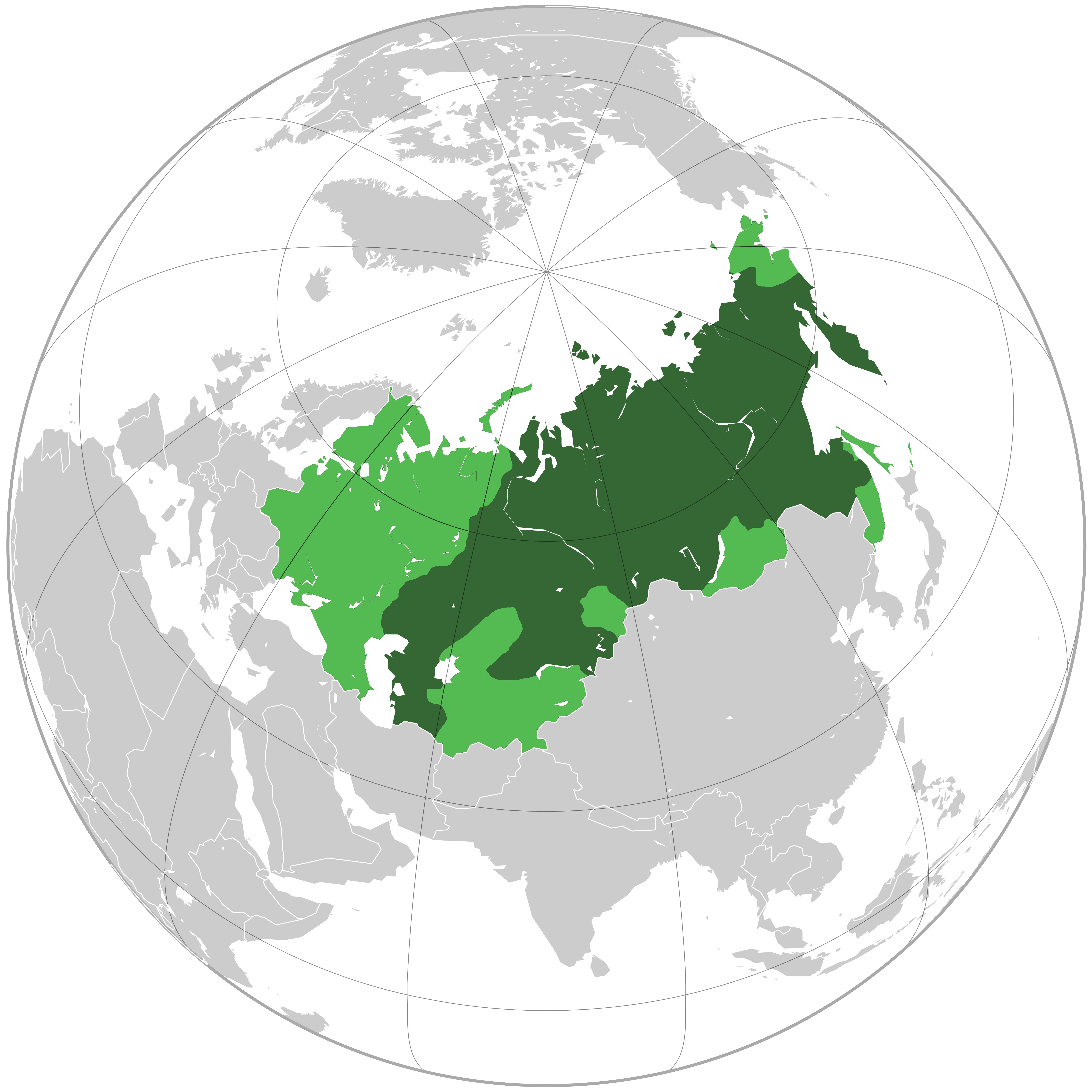
볼셰비키에 대항하던 러시아국의 세력권

제2차 세계대전 종전 이후 소련의 영토

제1차 세계대전 중 러시아가 무슬림에 대해 강제 징집을 실시하면서 1916년 중앙아시아 반란이 촉발되었다. 1년 뒤인 1917년 러시아 혁명이 일어나자 튀르크 무슬림 협의회라고도 알려진 자디드 임시 개혁정부가 코칸트에서 튀르크인들의 자치권을 선포했다. 하지만 이 새로운 정부는 타슈켄트 소비에트 세력에 의해 빠르게 무너졌고, 비슷한 시기에 반자치주였던 부하라와 히바도 침공당했다. 바스마치 게릴라들은 1924년까지 공산주의자들과 계속 맞서 싸웠지만 주요 독립군들은 모조리 진압되었다. 몽골 역시 러시아 혁명의 여파로 (비록 소련 치하의 공화국이 되지는 못했지만) 1924년 공산주의 국가가 되었다.
청나라가 붕괴한 이후 중국의 전반적인 혼란은 중앙아시아에도 영향을 미쳤다. 1911년 중화민국이 건국되었는데, 그 수장이었던 장제스는 이전 청나라 영토에 대한 영유권을 주장했지만 그들의 영향력은 사실상 남중국 대부분에만 국한되었다. 특히 신장 지역에 대한 중화민국의 통제권은 남부에만 미쳤으며, 이슬람 분리주의자와 공산주의자들의 이중적인 위협이 있었다. 결국 이 지역은 군벌들의 통제 하에 대부분 독립했다. 소련은 신장을 침공하는 대신 영사관 네트워크를 구축하고 자금 원조와 기술 고문을 파견했다.
1930년대까지 신장 자치구의 총독과 모스크바 소련 정부와의 관계는 난징 중화민국 정부와의 그것보다 훨씬 더 중요했다. 국공 내전으로 인해 이 지역은 더욱 불안정해졌고 튀르크 민족주의자들은 계속 독립을 시도했다. 1933년, 동투르키스탄 제1공화국이 선포되었지만 얼마 지나지 않아 소련군의 침공으로 멸망했다.
1941년, 나치 독일이 바르바로사 작전을 통해 소련을 침공하자 신장의 군벌 성스차이는 소련과의 관계를 끊고 국민당과 동맹을 체결했다. 이로 인해 지역 내에서 내전이 일어났다. 결국 성스차이는 피신해야 했고 소련의 지원을 받는 동투르키스탄 제2공화국이 신장 북부에서 선포되었다. 한편 중화민국은 신장 중부~남부에 대한 통제권을 여전히 유지하고 있었다. 1949년, 중화인민공화국이 이 지역을 완전히 점령했다.

## 현대

### 소련 시대 (1918~1991)
볼셰비키에게 정복당한 후, 이 지역은 소비에트 중앙아시아로 개편되었으며 여러 행정 조직들이 만들어졌다. 1918년 소련은 투르키스탄 자치 소비에트 사회주의 공화국을 설립했고, 부하라와 히바 역시 소비에트 사회주의 공화국으로 새롭게 개편했다. 1919년에는 현지인들과 공산주의자 간의 관계 개선을 위해 투르키스탄 문제 조정위원회가 새롭게 설치되었으며 현지 관습 및 종교를 존중하는 새 정책이 도입되었다. 1920년, 현대 카자흐스탄 영토를 포함하는 키르기스 소비에트 자치 사회주의 공화국이 설립되었으며 1925년에 카자흐 소비에트 사회주의 공화국으로 개명되었다. 1924년, 소련은 우즈베크 소비에트 사회주의 공화국과 투르크멘 소비에트 사회주의 공화국을 창설했다. 1929년, 타지크 소비에트 사회주의 공화국이 새롭게 만들어졌으며 7년 뒤에는 키르기스 자치주가 키르기스 소비에트 사회주의 공화국으로 개편되었다.
SSR 간의 국경은 사실 민족적 구성과는 별로 관련이 없었지만, 소련 당국은 이 지역을 분할하는 것이 중요하다고 생각했다. 그들은 범튀르크주의 및 범이슬람주의를 모두 자신들의 체제에 대한 위협으로 간주했지만, 중앙아시아의 튀르크인들을 분열시키는 데에는 한계가 있다고 보았다. 따라서 소련은 현지 언어와 문화를 체계화하고 성문화시킴으로써 다른 것들과 명확하게 구분하는 한편, 새로운 키릴 문자를 도입하여 이들의 민족성을 희석하고자 했다. 또한 튀르키예 및 이란과의 관계를 끊기 위해 남부 국경을 아예 폐쇄했으며 모든 여행과 무역을 러시아 본토에서만 이루어지게 만들었다.
이오시프 스탈린 치하의 강제 집단화 및 산업화 기간 동안 최소 백만 명이 넘는 사람들이 죽어나갔는데, 대부분은 카자흐 SSR에서 사망했다. 또한 비슷한 시기에 이슬람 및 다른 종교들 역시 공격을 받았다. 제2차 세계대전 당시 수백만 명의 난민과 수백 개의 공장이 상대적으로 안전했던 중앙아시아로 이전되면서, 곧 이 지역은 소련의 산업 부문에 있어 중요한 역할을 담당하게 되었다. 이 지역에는 핵실험 시설과 바이코누르 우주 기지를 포함한 여러 중요 군사 시설도 위치해 있었다. 1954년부터 시작된 처녀지 개간 운동은 소련의 대규모 농경지 개발 사업이었는데, 우크라이나 출신의 수많은 사람들이 카자흐 SSR 북부와 러시아 SFSR의 알타이 지역으로 이주했다. 이는 중앙아시아의 민족성에 큰 변화를 가져왔다.
청나라 이후 신장 북부를 장악한 동투르키스탄 제2공화국과 신장 남부를 장악한 중화민국이 빠르게 통제권을 확립한 것과 비슷한 현상이 신장과 중국 서부의 나머지 지역에서도 일어났다. 이 지역은 여러 개발 계획이 실행되었으며, 소비에트 중앙아시아와 마찬가지로 면화와 같은 상품 작물의 재배에 중점을 두었습니다. 이러한 과정은 신장생산건설병단(XPCC)이 모두 감독했다. XPCC는 또한 청나라에 대한 무슬림 반란 기간 동안 본토로 이주했던 많은 한족들이 다시 신장으로 돌아갈 것을 권장하기도 했다.
정치적 혼란으로 인해 이 지역의 인구 통계학적 변화는 크게 요동쳤다. 청나라 시대에는 이 지역에 튀르크계가 60%, 한족이 30%를 차지했지만, 무슬림 반란 이후 한족의 비율은 7%까지 떨어졌다. 그러나 2000년에는 신장 인구의 약 40%가 한족이었다. 소련과 마찬가지로, 현지의 언어와 문화는 대부분 보존되었고 신장은 자치구 지위를 부여받았다. 그러나 종교, 특히 이슬람은 문화대혁명 기간 동안 많은 박해를 받았다. 대약진운동과 같이 실패한 정책들로 인해 많은 사람들이 신장으로 이주했다.

#### 제2차 세계대전 인구 추방 및 소련 피난민
제2차 세계대전은 소련인들이 후방의 지역으로 광범위하게 이주하는 계기가 되었다. 그 과정에서 대부분은 소비에트 중앙아시아로 향했는데, 이러한 이주에는 공식적인 명령 뿐만 아니라 소련 당국이 조직한 대피 및 추방, 그리고 일반 시민과 관리들의 도피 등 다양한 경우가 있었다. 전쟁 당시 시민들과 산업 시설들의 이전은 소련이 전쟁에서 승리를 거두는데 결정적인 역할을 했으며, 이때 중앙아시아는 피난민들의 주요 목적지였다.
1941년 6월 22일, 독일의 소련 침공이 시작되었다. 같은 날 집행위원회 의장단은 계엄령이 내려진 소련 국경 지대의 출입을 금지했다. 이는 사람들 사이에서 공황 및 두려움이 확산되는 것에 대한 소련 당국의 대처와 질서 유지를 위해 전시 상황에 대한 직접적인 국가 통제권을 확보하려는 의지를 잘 보여주었다. 소련의 전시 인구 정책은 추방과 대피라는 두 단어로 요약할 수 있다. '추방'은 전쟁 수행을 방해할 수 있는 잠재적인 위협 분자들을 전면 지역에서 제거하는 것을 목표로 했으며, '대피'는 소련의 산업과 정보 기관을 안전한 후방으로 이동시키는 것을 목표로 했다.

#### 민족 구분에 따른 추방
소련 관료들은 주로 민족에 따라 인구를 구별하여 전시 추방 정책을 실시했다. 독일의 침공에 대응하기 위해, 국경 지역에 거주하는 수많은 독일계 시민들은 소련 당국이 적과 내통할 우려가 있다는 이유만으로 강제 추방을 당했다. 이러한 모호한 논리는 독일인뿐만 아니라 다른 민족에게도 적용되었는데, 일례로 핀란드인들 역시 전쟁이 발발하자 곧장 시베리아와 같이 가혹하고 외딴 북쪽 후방 지역으로 강제 이주당했다. 이들을 노동 인구로 재배치하는 것은 소련의 전시 생산 정책에 중추적인 역할을 했으며, 이를 위해서 수많은 추방자들이 군대식 규율을 갖춘 이른바 '노동 군대'에 징집되었다.
1942년 초까지, 이 노동 군대에는 약 20,800명에 달하는 독일계 주민들이 대대적으로 편입되었지만 점차 징병 기준이 확대됨에 따라 1944년 초가 되면 222,000명까지 늘어나게 되었다. NKVD는 전쟁 수행을 위한 인프라를 개발하고자 건설 현장에 약 101,000명의 노동 군대들을 징집했다. 노동 군대에 편입되지 않은 사람들은 목재 조달, 철도 및 기타 인프라 건설에 사용되거나 집단 농장으로 보내졌다.
1943년이 되면서 전쟁의 흐름이 바뀌고 소련이 대대적인 반격을 가하여 독일의 진격으로 잃어버린 영토를 되찾기 시작하자, 그들은 타민족에 대한 추방을 다시 한번 시작했다. 카라차이, 칼미크, 체첸, 인구시, 카바르딘, 크림 타타르 등은 모두 독일군과의 내통 혐의가 있다는 이유로 중앙아시아로 대거 추방되었다. 이들 민족 집단들은 대부분 카자흐스탄, 키르기스스탄, 우즈베키스탄으로 보내져 그곳에 정착했다. 이러한 추방은 스파이 행위나 전쟁 수행의 방해를 우려하여 소위 '반소련적 요소'를 독일에 대한 소련의 공세가 진행 중이던 국경 지대에서 멀리 떨어뜨리기 위해 실시되었다.

#### 소련 주민의 중앙아시아 대피
제2차 세계대전 중 중앙아시아로 이주한 인구의 대부분은 추방이 아니라 피난의 결과로 도착한 것이었는데, 이들은 중요한 전시 산업의 이전과 생산을 감독하는 관료 및 공장 노동자들이었다. 전체 공장과 노동자들은 동쪽으로 철도를 통해 중앙아시아의 여러 도시들로 이동했다. 타슈켄트는 피난민들을 받아들은 주요 도시들 중 하나였다.
1941년 여름과 가을에 걸쳐서, 소련-독일 국경 도시들의 수많은 주민들이 독일의 침공을 앞두고 급히 피난했다. 그러나 여러 요인들로 인해 조직력 부족과 같은 문제들이 여실히 드러났다. 우선, 소련의 대피 계획은 상당히 급하게 마련된 상태였고, 독일군의 진격이 이미 국경 지대 대부분을 휩쓸고 있었기 때문에 많은 물류 이전 계획이 즉각적으로 이루어졌다. 또한 독일은 이미 소련군의 통신을 방해하여 소련 당국의 대응을 최대한 늦추려 했고, 소련 지도부는 질서 있는 피난을 실시하기 전까지 독일의 공식적인 입장에 대한 신뢰할만한 정보를 수집하지 못했다.
소련 관료들에게 내려진 명령은 독일군의 점령 전날까지 공장 생산을 계속한 후, 당일이 되어서야 공장 설비를 서둘러 해체하고 운반하는 한편 제때 가져갈 수 없는 것은 모조리 파괴하라는 것이었다. 피난이 지연되면서 독일군의 공중 폭격으로 인해 피난하는 경우가 잦아졌고, 이로 인해 겁에 질린 시민들 사이에 혼란이 가중되었다. 역사학자 레베카 맨리는 이러한 초기 대피를 "관료들의 '비행', 인구의 비행, '패닉'이라는 세 가지 현상으로 특징지어진다"고 말했다.
초기 피난을 관리해야 할 소련 관료들의 업무 태만은 윗선에게 큰 비난을 받았지만, 곧 그들은 때때로 피난 절차가 너무 늦게 시작되었으며 이를 효과적으로 실시할 방법이 없었다는 사실을 깨달았다. 또한 독일군에게 점령된 도시에 남아있던 소련 관료들은 나치의 공산주의자 처형 및 탄압을 두려워했지만, 반대로 이를 피하기 위해 소련 통제하에 있던 지역으로 간다 해도 상부의 의심을 받아서 강도 높은 심문을 받게 될 것을 걱정했다.
그럼에도 불구하고, 1941년 기준으로 약 1,200만 명의 소련 시민들이 '자발적인 피난'에 성공했으며, 이듬해에는 약 450만 명이 다시 피난을 갔다. 또한 중앙아시아를 비롯하여 후방으로 이전된 공장들은 소련이 궁극적으로 전쟁에서 승리하는 데 필요한 생산력을 제공하고, 독일군이 추가 산업 자원들을 확보하는 것을 어렵게 했다. 중앙아시아는 소련 시민들에게 독일의 진격으로부터 안전한 피난처를 제공함으로써 연합국의 승리에 일조했다.
피난이라는 과정의 우연한 특성으로 인해 여러 노동자들이 공장에 도착하지 못했고, 일자리를 구하기 어려웠음에도 불구하고 스스로 노동력을 찾아야 했다. 또한 타슈켄트와 같은 도시들은 피난오는 사람들이 너무 많아서 이들에게 공급하는 식량과 주거지 고갈을 겪었다. 때문에 수많은 사람들이 전쟁으로부터 피난을 왔더라도 중앙아시아의 극심한 빈곤과 질병, 기아로 인해 사망하고 말았다. 우즈베키스탄의 관료들은 타슈켄트에 구호소를 설치하여 빈곤을 퇴치하고자 했지만, 전쟁 노력에 경제적으로 유의미한 도움을 주지는 못했다. 이러한 문제에도 불구하고 중앙아시아가 소련의 산업과 인구를 흡수할 수 있었던 것은 대단히 인상적인 일이었다. 나치 독일은 소비에트 중앙아시아의 중요성과 그 저력을 예상하지 못했고, 결과적으로 막대한 대가를 치르게 되었다.

### 1991년 이후
1988년부터 1992년까지, 중앙아시아의 소비에트 사회주의 공화국들에서는 페레스트로이카가 현지 정부에게 개방 압력을 가하면서 언론의 자유와 다당제가 급속히 발전했다. 스바트 수첵은 이 시기를 두고 '중앙아시아의 봄'이라고 말하기도 했다. 이 기간 자체는 매우 짧았지만, 기존의 공산당 지도자들은 러시아로부터 독립을 선언한 직후 재빠르게 자신들을 새로운 국가의 수장으로 만드는 데 성공했다.1992년부터 1997년까지 지속된 타지키스탄 내전을 제외하면 이 지역의 정치적인 안정은 대부분 유지되었는데, 2005년 튤립 혁명으로 키르기스스탄의 아스카르 아카예프가 평화롭게 축출된 것이 그 예이다. 하지만 우즈베키스탄 안디잔 학살과 같은 문제도 종종 있었다.
카자흐스탄과 우즈베키스탄 타슈켄트의 러시아 인구가 전체 인구의 40%에 달했음에도 불구하고, 소비에트 중앙아시아 인구의 대부분은 소련의 붕괴에 무관심했다. 크렘린궁의 지원은 중앙아시아 경제의 핵심이었으며, 이에 따라 각 공화국들은 모스크바로부터 막대한 자금을 이체받았다.
중앙아시아 독립은 주로 소수 지식인인 지역 민족주의자들의 노력과 쓸데없이 비용이 많이 들어가는 이 지역 유지에 대한 모스크바의 포기 덕분에 이루어졌다. 소련에 가입하지는 않았지만 몽골도 이와 비슷한 길을 걸었다. 비공식적으로 소련의 16번째 공화국으로 활동하던 이 국가는 1996년에야 공산주의 체제를 벗어났지만, 곧 경제 문제에 직면했다.
소련으로부터의 독립 이후 이 지역의 경제적 성과는 다소 엇갈리고 있다. 중앙아시아는 세계에서 가장 많은 천연자원을 보유하고 있는 지역이지만, 이를 채굴하고 운반할 인프라가 매우 부족하여 어려움을 겪고 있다. 특히 세계 어느 곳보다 바다에서 멀리 떨어져 있고 남쪽 국경이 수십년 동안 폐쇄되어 있었기 때문에 주요 무역로와 파이프라인은 주로 러시아를 관통하기 때문인 것도 있다. 그 결과, 러시아는 다른 어떤 구소련 공화국보다도 이 지역에 여전히 강력한 영향력을 행사하고 있다. 최근에는 카스피해의 에너지 중요성이 높아짐에 따라 미국이 영향을 미치기 시작했다. 캅카스의 구소련 공화국들은 이제 자체적으로 미국 특사단과 기관 간의 실무 그룹을 구성하고 있다. 빌 리처드슨 전 미국 에너지부 장관은 "카스피해 지역이 중동 석유에 대한 완전한 의존으로부터 우리(미국)를 구할 수 있기를 바란다"라고 언급하기도 했다.
마이어스 제프, 로버트 A. 매닝과 같은 일부 애널리스트들은 바쿠-트빌리시-제이한 파이프라인과 같은 이니셔티브를 통해 이 지역에 진출하는 것이 러시아가 과거의 경제 실수와 중앙아시아의 지정학적 과잉으로 인해 문제 해결에 대한 결정적인 돌파구를 마련할 가능성을 복잡하게 만들 수 있다고 추정한다. 또한 카스피해의 석유와 천연 가스가 페르시아만에서 공급되는 것보다 더 저렴하고 안전한 대안이 될 것이라는 주장 역시 상상에 불과하다고 일축했다.
이러한 의구심과 우려에도 불구하고, 1980년대 후반부터 아제르바이잔, 카자흐스탄, 투르크메니스탄은 점차 글로벌 에너지 시장의 중심 무대로 자리 잡았으며 현재 국제 에너지 안보의 핵심 요소로 여겨지고 있다. 특히 아제르바이잔과 카자흐스탄은 석유 및 천연 가스 부문에 막대한 외국 투자를 유치하는 데 성공했다. 가왓 바갓에 따르면, 이러한 투자 흐름은 카스피해 지역의 주요 석유 및 가스 공급원으로서 중앙아시아 지역의 지질학적인 잠재력이 의심의 여지가 없음을 시사한다.
러시아와 카자흐스탄은 1998년에 더욱 긴밀한 에너지 협력을 시작했으며, 2002년 5월 블라디미르 푸틴 러시아 대통령과 누르술탄 나자르바예프 카자흐스탄 대통령이 쿠르망아지, 첸트랄노이, 크발린스코예 등 세 개의 유전/가스전을 동등하게 분할하는 의정서에 서명하면서 더욱 공고해졌다. 양국의 조약이 비준된 이후 러시아, 카자흐스탄, 아제르바이잔은 카스피해 북부가 국제법상 유역의 법적 지위에 대한 합의에 도달함으로써 수많은 사업과 투자에 개방되어 있다고 선언했다. 그러나 이란과 투르크메니스탄은 이러한 협정에 대해 유효성을 인정하지 않았는데, 특히 이란은 카스피해를 분할하기 위한 양자 협정을 거부하고 있다. 반면에 바쿠 파이프라인의 강력한 지원(결국 승인되어 2005년에 완공됨)과 같은 이 지역(소위 '파이프라인 외교'의 틀 내)에 대한 미국의 선택은 러시아와 이란을 모두 회피하려는 정치적인 열망을 반영한 것이다.
점점 더 많은 강대국들이 중앙아시아에 개입하기 시작했다. 중앙아시아 국가들이 독립한 직후 튀르키예는 동쪽을 바라보기 시작했고, 많은 조직들이 투르키스탄 서부와 튀르키예 동부 사이의 연결고리를 구축하려 시도하고 있다. 수천 년 동안 이 지역과 밀접한 관계를 맺어온 이란 역시 새롭게 관계를 구축하기 위해 노력하고 있으며, 이에 따라 중앙아시아 국가들은 오늘날 이란 이슬람 공화국과 좋은 관계를 맺고 있다. 중앙아시아에서 새롭게 중요한 역할을 하는 국가들 중 하나는 사우디아라비아인데, 이들은 이 지역에서의 이슬람 부흥에 막대한 자금을 지원하고 있다. 올콧은 소련 붕괴 이후 사우디아라비아가 이 지역에 쿠란을 대량으로 선적하고 엄청난 수의 모스크를 건설하거나 수리하는 대에 비용을 지불했다고 밝혔다. 실제로 타지키스탄에서만 사우디 자금으로 연간 약 500여개의 모스크가 세워졌다.
무신론적이었던 공산당 지도자들은 대부분 이슬람으로 개종했으며, 몇몇 국가에서는 소규모 이슬람 정당이 결성되기도 했다. 이슬람 극단주의는 이 지역에서 역사와 인기가 거의 없고 중앙아시아 사회는 대체로 세속적인 상태를 유지했다. 5개 국가 모두 이스라엘과 좋은 관계를 맺고 있다. 중앙아시아에는 여전히 많은 유대인이 거주하고 있으며, 개중에서도 가장 큰 집단은 북하란 유대인이다. 소련 붕괴 이후 이스라엘로 떠난 유대인과 잔존한 유대인들 사이에는 중요한 무역 및 비즈니스 관계가 발전했다.
중국은 이 지역을 미래 원자재의 필수 공급처로 보고 있으며, 대부분의 중앙아시아 국가가 상하이협력기구 회원국이다. 이는 신장과 중국 서부의 다른 지역에서 이루어졌는데, 특히 인프라 프로그램이 이들 사이의 새로운 연결과 군사 시설 구축에 가장 큰 영향을 미쳤다. 중국 중앙아시아는 중국의 경제 호황 중심지에서 멀리 떨어져 있으며 해안 지대보다 훨씬 가난하고 빈곤한 지역으로 남아 있다. 중국은 또한 새로운 국가들이 자국 소수 민족들의 분리주의 운동을 지원할 수 있는 가능성을 우려하고 있다.
소련 시대에 이루어지고, 오늘날까지도 남아있는 중요한 문제 중 하나는 거대한 생태 파괴이다. 개중에서도 가장 주목할 만한 것은 아랄해의 점진적인 건조화, 사막화이다. 소련 시대에는 멜론과 채소 같은 전통적인 작물 재배 대신에 섬유 공장에서 사용되는 면화를 재배하기 위해 안그래도 부족한 수자원을 고갈시키고 물 집약적인 관개 농경을 시작했다. 그 결과 아랄해 연간 유입량의 상당 부분이 바다로 우회되어 꾸준히 유량이 감소했다. 또한 카자흐스탄의 광활한 지역이 핵실험에 사용되었으며 노후한 공장과 광산이 넘처나고 있지만 제대로 처분이 되지 않는 상태이다.
2008년 상반기, 중앙아시아는 비정상적으로 추운 기온과 인프라 미비, 식량 고갈로 인해 심각한 에너지 위기 및 전력과 연료 부족 등의 여러움을 겪었다.
2019년 현재, 중앙아시아는 공통의 문화적, 역사적 과거를 가지고 있음에도 불구하고 "세계에서 가장 통합성이 낮은 지역 중 하나"이다.

## 같이 보기
- 유라시아 유목민
- 유라시아 스텝
- 아프가니스탄의 역사
- 카자흐스탄의 역사
- 키르기스스탄의 역사
- 몽골의 역사
- 타지키스탄의 역사
- 투르크메니스탄의 역사
- 우즈베키스탄의 역사
- 신장의 역사
- 중앙 스텝의 역사

### 설명주
1. ↑  하지만 몽골은 소련의 위성국이었으며 20세기 후반에는 소련이 아프가니스탄을 침공하기도 했다.
2. ↑  하지만 러시아 고고학에서는 이 시대에 농경이 이루어진 흔적이 전혀 발견되지 않았음에도 불구하고 이 문화를 신석기 시대로 설명하고 있다.
3. ↑  다만 후한의 장군인 반초와 그의 아들 반용 시대에 잠시 서역이 개척되어 서역장사부가 설치되기도 했다.
4. ↑  마니교 같은 경우는 급속히 퍼져나가 일대에서 세번째로 큰 신앙이 되는 등 잠시 동안이지만 번영을 누리기도 했다.
5. ↑  흉노는 선우라고 칭했다.
6. ↑  이후 1836~1846년까지 케네사리 카시모프가 이끄는 카자흐 반란이 일어났지만, 러시아에 의해 진압되었다.
7. ↑  정확히는 아프가니스탄의 아미르인 셰르 알리 칸.
8. ↑  중앙아시아 뿐만 아니라 다른 지역에서도 러시아를 계속 견제했다.
9. ↑  대약진운동이 신장 지역으로의 이주에 별다른 영향을 미치지 않았다는 주장도 있다.

### 인용주
1. ↑  Ta'lim Primary 6 Parent and Teacher Guide (p.72) – Islamic Publications Limited for the Institute of Ismaili Studies London
2. ↑  Phillips, Andrew; James, Paul (2013). “National Identity between Tradition and Reflexive Modernisation: The Contradictions of Central Asia”. 《National Identities》 3 (1): 23–35. In Central Asia the collision of modernity and tradition led all but the most deracinated of the intellectuals-clerics to seek salvation in reconstituted variants of traditional identities rather than succumb to the modern European idea of nationalism. The inability of the elites to form a united front, as demonstrated in the numerous declarations of autonomy by different authorities during the Russian civil war, paved the way for the Soviet re-conquest of Central Asia in the early 1920s.
3. ↑  Aldenderfer M (2011). “Peopling the Tibetan plateau: insights from archaeology”. 《High Alt. Med. Biol.》 12 (2): 141–147. doi:10.1089/ham.2010.1094. PMID 21718162.
4. ↑  Qi X, Cui C, Peng Y, Zhang X, Yang Z, Zhong H, Zhang H, Xiang K, Cao X, Wang Y,  외. (2013). “Genetic evidence of paleolithic colonization and neolithic expansion of modern humans on the tibetan plateau”. 《Mol. Biol. Evol.》 30 (8): 1761–1778. doi:10.1093/molbev/mst093. PMID 23682168.
5. ↑  Jane Qiu, The Surprisingly Early Settlement of the Tibetan Plateau, Scientific American, 1 March 2017.
6. ↑  Fu, Qiaomei; Li, Heng; Moorjani, Priya; Jay, Flora; Slepchenko, Sergey M.; Bondarev, Aleksei A.; Johnson, Philip L. F.; Petri, Ayinuer A.; Prüfer, Kay; de Filippo, Cesare; Meyer, Matthias (2014년 10월 23일). “The genome sequence of a 45,000-year-old modern human from western Siberia”. 《Nature》 514 (7523): 445–449. Bibcode:2014Natur.514..445F. doi:10.1038/nature13810. ISSN 0028-0836. PMC 4753769. PMID 25341783.
7. ↑  Lu, Dongsheng; Lou, Haiyi; Yuan, Kai; Wang, Xiaoji; Wang, Yuchen; Zhang, Chao; Lu, Yan; Yang, Xiong; Deng, Lian; Zhou, Ying; Feng, Qidi (2016년 9월 1일). “Ancestral Origins and Genetic History of Tibetan Highlanders”. 《American Journal of Human Genetics》 99 (3): 580–594. doi:10.1016/j.ajhg.2016.07.002. ISSN 0002-9297. PMC 5011065. PMID 27569548.
8. ↑  Uchiyama, Junzo; Gillam, J. Christopher; Savelyev, Alexander; Ning, Chao (2020). “Populations dynamics in Northern Eurasian forests: a long-term perspective from Northeast Asia”. 《Evolutionary Human Sciences》 (영어) 2: e16. doi:10.1017/ehs.2020.11. hdl:21.11116/0000-0007-7733-A. ISSN 2513-843X. PMC 10427466 |pmc= 값 확인 필요 (도움말). PMID 37588381. S2CID 219470000.
9. ↑  Jeong, Choongwon; Balanovsky, Oleg; Lukianova, Elena; Kahbatkyzy, Nurzhibek; Flegontov, Pavel; Zaporozhchenko, Valery; Immel, Alexander; Wang, Chuan-Chao; Ixan, Olzhas; Khussainova, Elmira; Bekmanov, Bakhytzhan (June 2019). “The genetic history of admixture across inner Eurasia”. 《Nature Ecology & Evolution》 3 (6): 966–976. Bibcode:2019NatEE...3..966J. doi:10.1038/s41559-019-0878-2. ISSN 2397-334X. PMC 6542712. PMID 31036896.
10. 1 2  Unterländer, Martina; Palstra, Friso; Lazaridis, Iosif; Pilipenko, Aleksandr; Hofmanová, Zuzana; Groß, Melanie; Sell, Christian; Blöcher, Jens; Kirsanow, Karola; Rohland, Nadin; Rieger, Benjamin (2017년 3월 3일). “Ancestry and demography and descendants of Iron Age nomads of the Eurasian Steppe”. 《Nature Communications》 8: 14615. Bibcode:2017NatCo...814615U. doi:10.1038/ncomms14615. ISSN 2041-1723. PMC 5337992. PMID 28256537.
11. ↑  Krzewińska, Maja; Kılınç, Gülşah Merve; Juras, Anna; Koptekin, Dilek; Chyleński, Maciej; Nikitin, Alexey G.; Shcherbakov, Nikolai; Shuteleva, Iia; Leonova, Tatiana; Kraeva, Liudmila; Sungatov, Flarit A. (2018년 10월 3일). “Ancient genomes suggest the eastern Pontic-Caspian steppe as the source of western Iron Age nomads”. 《Science Advances》 4 (10): eaat4457. Bibcode:2018SciA....4.4457K. doi:10.1126/sciadv.aat4457. ISSN 2375-2548. PMC 6223350. PMID 30417088.
12. ↑  Damgaard, Peter de Barros; Marchi, Nina; Rasmussen, Simon; Peyrot, Michaël; Renaud, Gabriel; Korneliussen, Thorfinn; Moreno-Mayar, J. Víctor; Pedersen, Mikkel Winther; Goldberg, Amy; Usmanova, Emma; Baimukhanov, Nurbol (May 2018). “137 ancient human genomes from across the Eurasian steppes”. 《Nature》 (영어) 557 (7705): 369–374. Bibcode:2018Natur.557..369D. doi:10.1038/s41586-018-0094-2. hdl:1887/3202709. ISSN 1476-4687. PMID 29743675. S2CID 13670282. pp. 4–5. "These results suggest that Turkic cultural customs were imposed by an East Asian minority elite onto central steppe nomad populations... The wide distribution of the Turkic languages from Northwest China, Mongolia and Siberia in the east to Turkey and Bulgaria in the west implies large-scale migrations out of the homeland in Mongolia.
13. ↑  Anthony, D. W. (2007). 〈Pontic-Caspian Mesolithic and Early Neolithic societies at the time of the Black Sea Flood: a small audience and small effects〉.   Yanko-Hombach, V.; Gilbert, A. A.; Panin, N.; Dolukhanov, P. M. 《The Black Sea Flood Question: changes in coastline, climate and human settlement》. Springer. 245–370쪽. ISBN 978-9402404654.
Anthony, David W. (2010). 《The horse, the wheel, and language : how Bronze-Age riders from the Eurasian steppes shaped the modern world》. Princeton, N.J.: Princeton University Press. ISBN 9780691148182.
14. ↑  Gronenborn, Detlef (2007). “Beyond the models: Neolithisation in Central Europe”. 《Proceedings of the British Academy》 144: 73–98.
15. ↑  Kurbanov 2010, 135–136쪽.
16. ↑  Bernard, P. 〈DelbarjīnELBARJĪN〉. 《Encyclopaedia Iranica》.
17. ↑  Ilyasov 2001, 187–197쪽.
18. ↑  Dani, Litvinsky & Zamir Safi 1996, 183쪽.
19. ↑  Damgaard, Peter de Barros; Martiniano, Rui; Kamm, Jack; Moreno-Mayar, J. Víctor; Kroonen, Guus; Peyrot, Michaël; Barjamovic, Gojko; Rasmussen, Simon; Zacho, Claus; Baimukhanov, Nurbol; Zaibert, Victor (2018년 6월 29일). “The first horse herders and the impact of early Bronze Age steppe expansions into Asia”. 《Science》 (영어) 360 (6396): eaar7711. doi:10.1126/science.aar7711. PMC 6748862. PMID 29743352.
20. ↑  Jeong, Choongwon; Balanovsky, Oleg; Lukianova, Elena; Kahbatkyzy, Nurzhibek; Flegontov, Pavel; Zaporozhchenko, Valery; Immel, Alexander; Wang, Chuan-Chao; Ixan, Olzhas; Khussainova, Elmira; Bekmanov, Bakhytzhan (June 2019). “The genetic history of admixture across inner Eurasia”. 《Nature Ecology & Evolution》 3 (6): 966–976. Bibcode:2019NatEE...3..966J. doi:10.1038/s41559-019-0878-2. ISSN 2397-334X. PMC 6542712. PMID 31036896.
21. ↑  Gnecchi-Ruscone, Guido Alberto; Khussainova, Elmira; Kahbatkyzy, Nurzhibek; Musralina, Lyazzat; Spyrou, Maria A.; Bianco, Raffaela A.; Radzeviciute, Rita; Martins, Nuno Filipe Gomes; Freund, Caecilia; Iksan, Olzhas; Garshin, Alexander (March 2021). “Ancient genomic time transect from the Central Asian Steppe unravels the history of the Scythians”. 《Science Advances》 (영어) 7 (13). Bibcode:2021SciA....7.4414G. doi:10.1126/sciadv.abe4414. PMC 7997506. PMID 33771866.
22. ↑  Damgaard, Peter de Barros; Marchi, Nina; Rasmussen, Simon; Peyrot, Michaël; Renaud, Gabriel; Korneliussen, Thorfinn; Moreno-Mayar, J. Víctor; Pedersen, Mikkel Winther; Goldberg, Amy; Usmanova, Emma; Baimukhanov, Nurbol (May 2018). “137 ancient human genomes from across the Eurasian steppes”. 《Nature》 (영어) 557 (7705): 369–374. Bibcode:2018Natur.557..369D. doi:10.1038/s41586-018-0094-2. hdl:1887/3202709. ISSN 1476-4687. PMID 29743675. S2CID 13670282.
23. ↑  Kurbanov 2010, 67쪽.
24. ↑  Azarpay, Guitty; Belenickij, Aleksandr M.; Maršak, Boris Il'ič; Dresden, Mark J. (1981). 《Sogdian Painting: The Pictorial Epic in Oriental Art》. University of California Press. 92–93쪽. ISBN 978-0-520-03765-6.
25. ↑  Baumer, Christoph. 〈Part I: Early Empires and Kingdoms in East Central Asia 1. The Xiongnu, the First Steppe Nomad Empire〉. 《The History of Central Asia》. 2: The Age of the Silk Roads. ISBN 9781788313513.
26. ↑  Herodotus, IV, 83–144
27. ↑  〈Central Asia, history of〉, 《Encyclopædia Britannica》, 2002
28. ↑  Di Cosmo (2002), 250–251쪽
29. ↑  Yü (1986), 390–391, 409–411쪽
30. ↑  Chang (2007), 174쪽
31. ↑  Loewe (1986), 198쪽
32. ↑  김호동 (2016). 《아틀라스 중앙유라시아사》. 52~53쪽.
33. ↑  실크로드(다큐)-타클라마칸 사막의 니아 유적
34. ↑  중앙아시아사- 중앙아시아와 한나라, 타림분지의 국가들
35. 1 2  Ebrey (1999), 127쪽
36. ↑  Ebrey, Walthall & Palais (2006), 113쪽
37. ↑  Xue (1992), 149–152, 257–264쪽
38. 1 2  Ebrey, Walthall & Palais (2006), 92쪽
39. ↑  Benn (2002), 2–3쪽
40. 1 2  Cui (2005), 655–659쪽
41. 1 2  Ebrey (1999), 111쪽
42. ↑  Liu (2000), 85–95쪽
43. ↑  Gernet (1996), 248쪽
44. ↑  김호동 (2016). 〈돌궐 제국의 붕괴와 당의 지배〉. 《아틀라스 중앙유라시아사》. 80~81쪽.
45. ↑  Xue (1992), 226–227쪽
46. ↑  Xue (1992), 380–386쪽
47. ↑  Benn (2002), 2쪽
48. ↑  Xue (1992), 222–225쪽
49. ↑  Twitchett, Denis; Wechsler, Howard J. (1979). 〈Kao-tsung (reign 649-83) and the Empress Wu: The Inheritor and the Usurper〉.   Denis Twitchett; John Fairbank. 《The Cambridge History of China, Volume 3: Sui and T'ang China Part I》. Cambridge University Press. 228쪽. ISBN 978-0-521-21446-9.
50. ↑  Skaff, Jonathan Karem (2009).  Nicola Di Cosmo, 편집. 《Military Culture in Imperial China》. Harvard University Press. 183–185쪽. ISBN 978-0-674-03109-8.
51. ↑  Skaff, Jonathan Karam (2012). 《Sui-Tang China and Its Turko-Mongol Neighbors: Culture, Power, and Connections, 580–800》. Oxford University Press. 190쪽. ISBN 978-0-19-973413-9.
52. ↑  Millward, James A. (2007). 《Eurasian Crossroads: A History of Xinjiang》. Columbia University Press. 33–42쪽. ISBN 978-0-231-13924-3.
53. ↑  Whitfield (2004), 193쪽
54. ↑  Sen (2003), 24, 30–31쪽
55. ↑  Charles Bell (1992), 《Tibet Past and Present》 illurat, reprint판, Motilal Banarsidass, 28쪽, ISBN 978-81-208-1048-8, 2010년 7월 17일에 확인함
56. ↑  W. D. Shakabpa, Derek F. Maher (2010), 《One hundred thousand moons, Volume 1》 illurat판, Brill, 123쪽, ISBN 978-90-04-17788-8, 2011년 7월 6일에 확인함
57. ↑  Beckwith (1987), 146쪽
58. ↑  Stein (1972), 65쪽
59. ↑  Twitchett (2000), 109쪽
60. ↑  Benn (2002), 11쪽
61. ↑  Richardson (1985), 106–143쪽
62. ↑  김호동 (2016). 《아틀라스 중앙유라시아사》. 156~157쪽.
63. ↑   보관됨 2008-09-13 - 웨이백 머신 A Journey of a Thousand Years
64. ↑  김호동 (2016). 《아틀라스 중앙유라시아사》. 214~215쪽.
65. ↑  김호동 (2016). 《아틀라스 중앙유라시아사》. 220~221쪽.
66. ↑  Toops, Stanley (May 2004), “Demographics and Development in Xinjiang after 1949” (PDF), 《East-West Center Washington Working Papers》 (East–West Center) (1), 1쪽, 2007년 7월 16일에 원본 문서 (PDF)에서 보존된 문서, 2011년 8월 25일에 확인함
67. ↑  Hann (2008). Community matters in Xinjiang. ISBN 978-90-04-16675-2. p52
68. ↑  Includes only citizens of the PRC. Does not include members of the People's Liberation Army in active service. Source: 2000年人口普查中国民族人口资料，民族出版社，2003/9 (ISBN 7-105-05425-5)
69. ↑  Altschuler (1993), 78쪽
70. ↑  Manley (2009), 41쪽
71. ↑  Polian (2004), 137쪽
72. ↑  Polian (2004), 137–138쪽
73. 1 2  Polian (2004), 138쪽
74. ↑  Manley (2009), 24–47쪽
75. 1 2  Manley (2009), 66–69쪽
76. ↑  Altschuler (1993), 80쪽
77. ↑  Manley (2009), 48쪽
78. ↑  Manley (2009), 50쪽
79. 1 2  Manley (2009), 148–195쪽
80. ↑  Soucek (2000)
81. ↑  Manning & Jaffe (1998), 112쪽
82. ↑  Manning & Jaffe (1998), 113쪽
83. ↑  Bahgat (2006), 3쪽
84. ↑  Bahgat (2006), 8쪽
85. ↑  Martha Brill Olcott. Central Asia's New States
86. ↑  Vakulchuk, Roman and Indra Overland (2019) “China’s Belt and Road Initiative through the Lens of Central Asia”, in Fanny M. Cheung and Ying-yi Hong (eds) Regional Connection under the Belt and Road Initiative. The Prospects for Economic and Financial Cooperation. London: Routledge, p. 116.

## 참고 문헌
- Altschuler, Mordechai (1993), 〈Escape and Evacuation of Soviet Jews at the Time of the Nazi Invasion〉,   Lucjan Dobroszycki; Jeffrey S. Gurock, 《The Holocaust in the Soviet Union》, New York, NY: M. E. Sharpe
- Bahgat, Gawdat (March 2006), “Central Asia and Energy Security”, 《Asian Affairs》 (Routledge – Taylor and Francis Group) 37 (1): 1–16, doi:10.1080/03068370500456819, S2CID 162353264
- Beckwith, Christopher I. (1987), 《The Tibetan Empire in Central Asia》, Princeton: Princeton University Press, ISBN 978-0-691-02469-1
- Benn, Charles (2002), 《China's Golden Age: Everyday Life in the Tang dynasty》, Oxford University Press, ISBN 978-0-19-517665-0
- Chang, Chun-shu (2007), 《The Rise of the Chinese Empire: Volume II; Frontier, Immigration, & Empire in Han China, 130 B.C. – A.D. 157》, Ann Arbor, MI: University of Michigan Press, ISBN 978-0-472-11534-1
- Cui, Mingde (2005), 《The History of Chinese Heqin》, Beijing: Renmin Chubanshe, ISBN 978-7-01-004828-4
- Di Cosmo, Nicola (2002), 《Ancient China and Its Enemies: the Rise of Nomadic Power in East Asian History》, Cambridge: Cambridge University Press, ISBN 978-0-521-77064-4
- Ebrey, Patricia Buckley; Walthall, Anne; Palais, James B. (2006), 《East Asia: A Cultural, Social, and Political History》, Boston: Houghton Mifflin, ISBN 978-0-618-13384-0
- Ebrey, Patricia Buckley (1999), 《The Cambridge Illustrated History of China》, Cambridge: Cambridge University Press, ISBN 978-0-521-66991-7
- Herodotus, Histories, IV. See original text in perseus project.
- Gernet, Jacques (1996), 《A History of Chinese Civilization》 2판, New York: Cambridge University Press, ISBN 978-0-521-49781-7
- Ilyasov, Jangar (2001). “The Hephthalite Terracotta”. 《Silk Road Art and Archaeology》 (Kamakura) 7: 187–200.
- Kurbanov, Aydogdy (2010). 《The Hephthalites: Archaeological and Historical Analysis》 (PDF) (PhD). Berlin: Berlin Freie Universität. 2012년 9월 5일에 확인함 – Freie Universitat Berlin Repository 경유.
- Litvinsky, B. A.; Guang-da, Zhang; Samghabadi, R. Shabani, 편집. (1996). 《History of Civilizations of Central Asia》. Volume III: The crossroads of civilizations: A.D. 250 to 750. Paris: UNESCO. ISBN 978-92-3-103211-0.
  - Dani, A. H.; Litvinsky, B. A.; Zamir Safi, M. H. "Eastern Kushans, Kidarites in Gandhara and Kashmir, and Later Hephthalites". In Litvinsky, Guang-da & Samghabadi (1996), pp. 163–184.
- Loewe, Michael (1986), 〈The Former Han Dynasty〉,   Denis Twitchett; Michael Loewe, 《The Cambridge History of China: Volume I: the Ch'in and Han Empires, 221 B.C. – A.D. 220》, Cambridge: Cambridge University Press, 103–222쪽, ISBN 978-0-521-24327-8
- Liu, Zhaoxiang (2000), 《History of Military Legal System》, et al., Beijing: Encyclopedia of China Publishing House, ISBN 978-7-5000-6303-2
- Manley, Rebecca (2009), 《To the Tashkent Station》, Ithaca, NY: Cornell University Press
- Manning, R.; Jaffe, A. (1998), “The myth of the Caspian "Great Game": the real geopolitics of energy”, 《Survival: Global Politics and Strategy》 (International Institute for Strategic Studies) 40 (4): 112–129, doi:10.1080/713660015
- Polian, Pavel (2004), 〈Forced migrations during and after the Second World War (1939–1953)〉, 《Against Their Will: the History and Geography of Forced Migrations in the USSR》, Budapest: Central European University Press
- Richardson, H. E. (1985), 《A Corpus of Early Tibetan Inscriptions》, Royal Asiatic Society, Hertford: Stephen Austin and Sons
- Sen, Tansen (2003), 《Buddhism, Diplomacy, and Trade: The Realignment of Sino-Indian Relations, 600–1400》, Manoa: Asian Interactions and Comparisons, a joint publication of the University of Hawaii Press and the Association for Asian Studies, ISBN 978-0-8248-2593-5
- Soucek, Svat (2000), 《A History of Inner Asia》, Cambridge: Cambridge University Press, ISBN 978-0-521-65169-1
- Stein, R. A. (1972) [1962], 《Tibetan Civilization》 1 English판, Stanford: Stanford University Press, ISBN 978-0-8047-0806-7
- Twitchett, Denis (2000), 〈Tibet in Tang's Grand Strategy〉,   van de Ven, Hans, 《Warfare in Chinese History》, Leiden: Koninklijke Brill, 106–179쪽, ISBN 978-90-04-11774-7
- Whitfield, Susan (2004), 《The Silk Road: Trade, Travel, War and Faith》, Chicago: Serindia, ISBN 978-1-932476-12-5
- Xue, Zongzheng (薛宗正) (1992), 《Turkic peoples (突厥史)》, Beijing: 中国社会科学出版社, ISBN 978-7-5004-0432-3
- Yü, Ying-shih (1986), 〈Han Foreign Relations〉,   Denis Twitchett; Michael Loewe, 《The Cambridge History of China: Volume I: the Ch'in and Han Empires, 221 B.C. – A.D. 220》, Cambridge: Cambridge University Press, 377–462쪽, ISBN 978-0-521-24327-8

## 추가 읽기
- V. V. Barthold, Turkestan Down to the Mongol Invasion (London) 1968 (Third Edition)
- Bacon, Elizabeth A. Central Asians under Russian Rule (Cornell UP, 1966)
- Becker, Seymour, Russia’s Protectorates in Central Asia: Bukhara and Khiva, 1865 - 1924 (1968)
- Paksoy, H. B., ALPAMYSH: Central Asian Identity under Russian Rule  (1989)
- Brower, Daniel Turkestan and the Fate of the Russian Empire (London) 2003. ISBN 0-415-29744-3
- Dani, A. H. and V. M. Masson eds. UNESCO History of Civilizations of Central Asia (Paris: UNESCO) 1992–
- Hildinger, Erik. Warriors of the Steppe: A Military History of Central Asia, 500 BC. to 1700 AD. (Cambridge: Da Capo) 2001. ISBN 0-306-81065-4
- Maitdinova, Guzel. The Dialogue of Civilizations in the Central Asian area of the Great Silk Route: Historical experience of integration and reference points of XXI century. Dushanbe: 2015.
- Maitdinova, Guzel. The Kirpand State – an Empire in Middle Asia. Dushanbe: 2011.
- O'Brien, Patrick K. (General Editor). Oxford Atlas of World History. New York: Oxford University Press, 2005.
- Olcott, Martha Brill. Central Asia's New States: Independence, Foreign policy, and Regional security. (Washington, D.C.: United States Institute of Peace Press) 1996. ISBN 1-878379-51-8
- Sinor, Denis The Cambridge History of Early Inner Asia (Cambridge) 1990 (2nd Edition). ISBN 0-521-24304-1
- S. Frederick Starr, Rediscovering Central Asia
- В.В. Бартольд История Культурной Жизни Туркестана ("Istoriya Kul'turnoy zhizni Turkestana")

(Москва) 1927
- Н. А. Халфин; Россия и Ханства Средней Азии ("Rossiya i Hanstva Sredney Azii") (Москва) 1974
- Encyclopædia Iranica: Central Asia in pre-Islamic Times (R. Fryer)
- Encyclopædia Iranica: Central Asia from the Islamic Period to the Mongol Conquest (C. Bosworth)
- Encyclopædia Iranica: Central Asia in the Mongol and Timurid Periods (B. Spuler)
- Encyclopædia Iranica: Central Asia from the 16th to the 18th centuries (R.D. McChesney)[깨진 링크]
- Encyclopædia Iranica: Central Asia in the 18th–19th centuries (Yuri Bregel)
- Center for the Study of Eurasian Nomads